# Personaggi de I Simpson
Questa è la voce collettiva dei personaggi della serie animata I Simpson. I personaggi che hanno una voce a sé stante sono reperibili qui.

## Agnes Skinner
Agnes Skinner è la madre del preside Seymour Skinner. È una donna anziana, che vive a Springfield con il figlio. Forse per il fatto di essere iperprotettiva, controlla Seymour in ogni momento della sua vita, anche quella privata. È anche per questo che il preside non riesce in alcun modo a coronare il suo sogno d'amore con la maestra Edna Caprapall, perché in ogni loro momento d'intimità, compare Agnes per vietare al figlio, che lei considera ancora come un bambino, di frequentare donne. In realtà non è la vera madre del direttore perché, in un episodio, il vero Skinner ritorna a Springfield dicendo che era stato catturato in Vietnam e lo Skinner che conosciamo è in realtà un impostore. Ma alla fine dell'episodio il vero Skinner se ne va lasciando la situazione immutata e tutti continueranno a considerarlo quello di sempre. Tuttavia, nel primo episodio della trentaseiesima stagione, lui e il figlio si riconciliano e tornano a vivere insieme.
Agnes in alcune puntate si riunisce con il suo gruppo di amiche, formato da Edna, Marge Simpson, Maude Flanders, Luann Van Houten e Helen Lovejoy. Durante la serie ha delle tresche amorose con l'uomo dei fumetti e il sovrintendente Chalmers e seguire corsi per calmare la rabbia stradale o per alcolisti anonimi.
È doppiata in originale da Tress MacNeille, mentre in italiano da Wanda Tettoni (st. 1-4), Serena Michelotti (st. 5-21), Francesca Guadagno (st. 22-29), Gilberta Crispino (ep 30x4) e Chiara Salerno (st. 30+).

## Akira
Akira, visto per la prima volta nell'episodio Pesce palla... al piede, è un cameriere del ristorante giapponese The Happy Sumo. Nell'episodio Quando Flanders fallì, Bart viene allenato da Akira all'accademia delle arti marziali. Inoltre Homer chiede ad Akira informazioni relativamente alla misteriosa scatola che riporta il suo volto nell'episodio In Marge abbiamo fede. In Indovina chi viene a criticare Akira si allea con gli altri ristoratori di Springfield per uccidere Homer, che ha bocciato le loro attività con le sue recensioni.

## Anger Watkins
Anger Watkins, chiamato anche “furioso Watkins”, fa la sua prima apparizione nella ventottesima stagione. Lavora come giornalista e si dimostra sempre scontroso con chiunque gli stia intorno. Nel episodio L’inverno della nostra contentezza monetizzata aggredisce verbalmente Homer, mentre sta conducendo una trasmissione televisiva riguardante lo sport. Riappare in un altro episodio ammettendo di avere un figlio che fa il taglialegna, con cui è in pessimi rapporti, ma con il quale si riconcilierà nello stesso episodio. Doppiato in originale da Kevin Michael Richardson, mentre in italiano da Massimo De Ambrosis in alcune delle sue apparizioni.

## Arnold Pye
Arnold “Arnie” Pye è l'inviato in elicottero del tg di Canale 6; indossa gli occhiali e ha l'aria nevrotica. Si occupa perlopiù del traffico automobilistico, anche se ha partecipato alla copertura in diretta da casa Simpson quando Homer fu accusato di molestie sessuali. Detesta Kent Brockman che si ostina a presentarlo come "Arnie Pye con Arnie e il via vai". Solitamente, quando dà in escandescenze, la diretta viene interrotta per "problemi tecnici". La rubrica che conduce è "Arnie e il via-vai" (nella versione originale "Arnie in the sky"), e lo vede sorvolare Springfield a bordo di un elicottero per riprendere eventi dall'alto.
Doppiato in italiano da Davide Lepore.

## Artie Ziff
Artie Ziff è un ricco uomo d'affari nel mondo dell'informatica.
Basso, occhialuto, stile "secchione" anni settanta, Artie Ziff ha successo nella vita grazie a un apparecchio che permette di convertire l'handshake del modem in una musica "dolce all'udito", assumendo una vita nel completo stile anni novanta. Primo fidanzato di Marge Simpson, con lei andrà alla festa di fine anno del liceo, ma verrà mollato perché tenterà di molestarla alla "Collina del pomicio" dopo il ballo.
Più volte ritorna nella vita della famiglia Simpson. Nell'episodio Proposta semi-decente, desideroso di sapere come sarebbe stato se Marge avesse scelto lui invece di Homer, convince Homer a cedergli la moglie per il week-end, tentando di farle rivivere la festa di fine anno della scuola dove era stato mollato, cercando di chiederle scusa. In un'altra puntata Artie cederà le sue imprese in fallimento e piene di debiti a Homer, dopo essersi installato a vivere nella sua soffitta, in miseria; nella medesima puntata, Artie si innamorerà di Selma, la sorella zitella di Marge. Nello stesso episodio lascia intendere di essere ebreo. Dopo che Homer viene arrestato Artie capisce il suo gesto vile e decide di dichiararsi colpevole. Homer viene così liberato, mentre Artie viene arrestato.
Dopo avere scontato la sua pena riottiene la sua ricchezza con un nuovo business, e si sposa, anche se la sua consorte è un clone robot di Marge, essendo per lui la donna perfetta.
Artie Ziff è doppiato da Jon Lovitz nella versione statunitense e da Vittorio Guerrieri in Italia.

## Benjamin, Doug e Gary
Benjamin, Doug e Gary sono tre studenti universitari che diventano amici di Homer nell'episodio Homer va all'università e che occasionalmente appariranno in alcune puntate successive. Lo sceneggiatore Conan O'Brien per la loro realizzazione si è in parte ispirato a tre suoi compagni di college, che lui ha definito degli "incredibili nerd". Benjamin, Doug e Gary sono compagni di stanza nel dormitorio dell'università.
Costruiscono il razzo di Bart che Homer battezza"HJS" (Homer Jay Simpson).

## Bernice Hibbert
Bernice Hibbert è la moglie del dottor Julius Hibbert, e la madre dei loro tre figli. È uno dei personaggi meno rilevanti dell'intera serie, e non la si sente quasi mai parlare. Di lei si sa che è un'alcolista e che è molto fredda nei confronti del marito, al punto di rifiutarsi di baciarlo, anche quando ripresi da una telecamera.

## Blinky
Blinky è un pesce mutante con tre occhi, diventato così a causa degli scarichi industriali della centrale nucleare di Springfield riversati nel fiume vicino alla città. Appare per la prima volta nell'episodio Due macchine in ogni garage, tre occhi in ogni pesce, dove sarà la causa della sconfitta elettorale del signor Burns; nel corso della serie farà diverse apparizioni, assieme ad altri pesci mutanti con un numero sempre crescente di occhi.
Blinky appare fugacemente anche nel primo episodio di Futurama, creato sempre da Groening, quando Fry sperimenta i tubi trasportatori, che ha parte del percorso sotto il fiume Hudson. In un episodio, Burns svela a Smithers che Blinky ha un fratello maggiore: un pesce alato con sei occhi mai apparso nella serie.

## Capital City Goofball
Capital City Goofball è la Mascotte della squadra di baseball di Capital City. Alla sua prima apparizione, nell'adattamento italiano dell'episodio Homer il ballerino, viene chiamato "Il Minchione di Capital City", mentre in un successivo episodio viene citato come "L'Allocco di Capital City" e in I Simpson: Springfield "Coso di Capital City". È uno degli eroi di Homer, che lo incontra prima di esibirsi anch'egli come mascotte della squadra di Capital City con il nome di Homer Danzerino.
In questo episodio il Minchione chiede a Homer di chiamarlo amichevolmente "Mentula". È ispirato a Phanatic, la mascotte dei Philadelphia Phillies.
In italiano è doppiato da Mario Bombardieri.

## Carl Carlson e Lenny Leonard

Carl e Lenny

Carlton "Carl" Carlson e Lenford "Lenny" Leonard sono due colleghi di lavoro di Homer alla centrale nucleare di Springfield. I due sono migliori amici e si ritrovano spesso assieme a Homer dopo il lavoro a bere al bar di Boe.
Carl è un uomo di colore e nel doppiaggio italiano ha un maccheronico accento veneto. Nell'episodio La saga di Carl, viene rivelato che Carl è originario dell'Islanda, i suoi genitori sono caucasici, infatti Carl è un orfano, ed è proprio dai suoi genitori adottivi che ha preso il cognome Carlson.
Lenny è originario di Chicago. Sua nonna ha passato 20 anni in un campo di lavoro sovietico, accennando che Lenny potrebbe avere antenati dell'Unione Sovietica.
Sebbene l'aspetto e le amicizie (Homer e gli altri avventori del bar) li facciano apparire come zotici ignoranti, Lenny e Carl hanno un master in fisica nucleare, anche se nella serie appaiono come dei semplici operai. I due sono seguaci della religione buddista, anche se qualche volta li si vede nella chiesa di Timothy Lovejoy.
Carl è doppiato in originale da Hank Azaria (st. 1- 31) e da Alex Désert (st. 32-oggi), in seguito alla decisione di non fare doppiare più personaggi non bianchi da attori bianchi, mentre in italiano da Marco Bresciani (st. 1-2), Fabrizio Vidale (st. 3-5), Marco Bolognesi (st. 6-7), Roberto Stocchi (st. 8 ed ep. da 9x4 a 9x12) e da Enrico Di Troia (st.9-oggi).
Lenny è doppiato in originale da Harry Shearer, mentre in italiano da Mario Bombardieri (st. 1-7), Roberto Draghetti (st. 8 ed ep. da 9x4 a 9x12) e Vladimiro Conti (st. 9-oggi).

## Capitano McAllister
Horatio McCallister è un capitano di marina, che ricalca lo stereotipo del vecchio lupo di mare ed è anche gestore di un ristorante di pesce, L'olandese sfrigolante (In lingua originale è The Frying Dutchman, parodia di The Flying Dutchman, che vuol dire L'Olandese Volante). In altre puntate lo si vede ricoprire la mansione di guardiano del faro di Springfield.
Dallo sguardo guercio per via dell'occhio di vetro, veste sempre trasandato con un abbigliamento da "vecchio capitano", mantella blu e cappello bianco a indicarne il suo grado di ufficiale; è perennemente barbuto e con la pipa in bocca, che toglie solo per parlare con la voce rauca o per scandire: «arrrr...!».
È doppiato in originale da Hank Azaria, mentre in italiano da Piero Tiberi (da st. 4 a episodio 5x5) e Silvio Anselmo (da ep. 5x6 in poi), tranne che in alcuni episodi singoli da Mauro Magliozzi (ep. 8x5), Roberto Stocchi (ep. 8x9) e Giorgio Lopez (ep. 9x20).

## Cecil Terwilliger
Cecil Terwilliger è il fratello minore di Telespalla Bob, ed è molto meno malvagio, anche se più snob e meno geniale del fratello maggiore. Ha capelli molto simili a quelli del fratello maggiore, ma più chiari e più corti, veste con eleganza ed è colto e raffinato, questo perché è stato creato sulle sembianze del personaggio di Niles Crane (David Hyde Pierce), che nella sitcom Frasier è il fratello snob del protagonista, Frasier appunto, interpretato dalla voce originale di Telespalla Bob, Kelsey Grammer. Il riferimento viene ripreso anche nell'episodio in cui appare (Stagione 8, episodio 16, "Brothers from another series"), in una didascalia e in una scena: quando a un certo punto Bart chiude gli occhi a Cecil e gli dice:"indovina che è?" (Guess who?), lui risponde "Maris?" (nella versione italiana risponde "Casper"): Maris è la moglie, mai vista, di Niles Crane.
Il suo rapporto con il fratello maggiore è alquanto freddo, poiché era Cecil a volere diventare clown; egli si presenta al provino accompagnato da Bob, perché è impossibilitato a guidare con i guanti da pagliaccio. Il provino consiste in un numero di torte in faccia, ma Krusty, insoddisfatto della performance di Cecil, colpisce Bob, scoprendo il suo talento da Telespalla. Nonostante ciò, si offre di ospitare Bob una volta che quest'ultimo è uscito dal carcere.
Il suo piano criminale ruota attorno al suo incarico di supervisore della costruzione della diga di Springfield e consiste nel costruire l'opera con materiali scadenti e impossessarsi dei soldi avanzati; inoltre, vista la scarsa resistenza della diga, rientra nel progetto anche distruggere la città. Il piano viene sventato grazie alla collaborazione fra Bart, Lisa Simpson, che hanno scoperto gli intenti di Cecil indagando su Bob, e Bob stesso. Alla fine entrambi i fratelli vengono arrestati, nonostante Bob non abbia fatto niente. Infatti il commissario Winchester è convinto che sia stato Bob ad architettare il piano.
Cecil ricompare nella puntata della stagione 18 Funerale per un cattivo, in cui lo si vede al funerale di Bob mentre parla con Bart sui contrasti con il fratello maggiore, e in cui aiuterà Bob, insieme alla famiglia, a tentare di uccidere Bart. Verrà arrestato insieme a Bob e alla famiglia Terwillinger.
Nel numero 70 dei Simpson Comics Smacco ai fratelli Simpson/Telespalla / Marge Simpson in: Una ricetta disastrosa (pubblicato a dicembre 2004) Cecil diventa il nemico giurato di Lisa, salvo poi affezionarsi a lei alla fine, in quanto si rende conto che entrambi sono figli/fratelli minori ignorati e sottovalutati, malgrado il loro talento e la loro intelligenza.
Doppiato in italiano da Andrea Ward e Marco Baroni.

## Charlie
Charlie è un operaio collega di Homer alla centrale nucleare, porta occhiali ed è noto soprattutto per la sua sfortuna:
- Nell'episodio L'ultima tentazione di Homer, viene licenziato, rimpiazzato da Mindy Simmons e spedito in India.
- Nell'episodio Homer il clown, prende fuoco insieme a Carl e Lenny.
- Nell'episodio Guai da un trilione di dollari, viene arrestato per cospirazione contro il governo statunitense.

Ha un ruolo importante in Homer alla battuta dove farà parte del team di Montgomery Burns e nella quale userà la protesi della gamba di sua sorella al posto della mazza da baseball.

## Clancy Bouvier
Clancy Bouvier è il padre di origine francese di Marge Bouvier.
Nella serie appare due volte: Marge ha paura di volare in quanto da piccola suo padre le aveva detto di essere un pilota ma lei aveva scoperto, un giorno in cui volle andare sull'aereo dove lavorava, che era uno steward. Mentre nell'altra occasione, puntata intitolata Come eravamo (ambientata nell'ultimo anno di liceo), Homer si reca a casa di Marge per portarla al ballo di fine anno e il padre di lei domanda a Homer cosa facesse nella vita, credendo erroneamente che fosse Artie Ziff (l'altro pretendente di Marge). In un'altra puntata Marge dice che suo padre era arruolato in Marina e poi intraprese la professione di fotografo per bambini.
Da un'affermazione di Homer durante un episodio delle ultime stagioni, scopriamo che il padre di Marge è deceduto e nell'episodio della ventisettesima stagione Puffless si scopre da nonna Bouvier che è morto per il cancro ai polmoni che lo affliggeva.

## Clancy Winchester
Clarence "Clancy" Winchester è commissario di polizia di Springfield. Estremamente incompetente, impulsivo, ottuso e pasticcione, anche se coraggioso, ha rischiato più volte il licenziamento. Decisamente obeso, accompagnato sempre dagli inseparabili colleghi Lou ed Eddie, svolge raramente il suo dovere preferendo mangiare ciambelle, e spesso abusa del potere che la carica gli conferisce.
Doppiato prima da Enzo Avolio (stagioni 1-4) e poi da Angelo Maggi (stagione 5-ora).

## Cletus e Brandine Spuckler
Cletus Delroy Spuckler e Brandine Spuckler sono due campagnoli che vivono nella campagna circostante Springfield, in una capanna di legno. I due hanno 26 figli e si sono sposati fra loro nonostante siano fratello e sorella. Rappresentano lo stereotipo del redneck e dell'hillbilly.
Cletus, apparso per la prima volta nella quinta stagione, ha una parlata molto monotona e dei denti sporgenti, indice del pessimo stile di vita contadina in cui vive. Cletus è anche molto stupido.
Anche la moglie, Brandine, ha caratteristiche simili. Al contrario di Cletus, apparentemente disoccupato, lei è costantemente in cerca di un lavoro, anche se in alcuni episodi sembrerebbe assunta in un fast food chiamato "Burger Queen". Brandine perciò non riesce a badare alla famiglia, lasciandola completamente allo sbando. Molto spesso è incinta. Brandine ha sempre gli stessi vestiti: un paio di pantaloni verde scuro e una camicia cortissima che le lascia la pancia scoperta.

## Cookie Kwan
Cookie Kwan è un'agente immobiliare di origini asiatiche, dal carattere stereotipicamente competitivo. Si definisce la "numero uno della West Side", nonostante lavori anche sulla East Side. Sul lavoro è estremamente aggressiva al punto di fare paura al collega Gil. In una occasione ha chiesto a Ned Flanders se loro due potevano uscire insieme, ha avuto un figlio illegittimo dal sindaco Quimby, mentre in un altro episodio ha flirtato con Homer. È molto amica con Lindsey Naegle, insieme alla quale viene spesso mostrata. Da bambina ha frequentato lo stesso campeggio di Marge Simpson, Patty e Selma Bouvier, Helen Lovejoy e Luann Van Houten. Inoltre, da bambina aveva ancora l'accento asiatico (ma l'ha perso dopo avere letto un libro dal titolo "Come perdere il proprio accento in soli 30 anni").

## Cuoca Doris
La cuoca Doris o Lunchlady Doris Peterson (nome originale) è la cuoca della scuola elementare di Springfield dove svolge anche la mansione di infermiera per prendere due buste paga. Ha 43 anni. È ritratta come una donna sovrappeso di mezz'età, laconica e svogliata lavoratrice, ha sempre una sigaretta in bocca, anche quando distribuisce i pasti agli alunni, e svolge la sua mansione noncurante dell'igiene. In alcune puntate si fa intendere una sua mezza storia con Willie, il giardiniere della scuola, e suo figlio è il ragazzo dalla voce stridula.
La doppiatrice originale Doris Grau è deceduta nel 1995, ciò ha comportato le scarse apparizioni del personaggio nel seguito della serie. Nelle apparizioni successive al 1995, viene doppiata da Tress MacNeille, voce di molti altri personaggi
Doppiata in italiano da Paola Giannetti.

## Database
Database appare per la prima volta nell'episodio La cometa di Bart, come membro del gruppo dei "superamici". Da quel momento in poi è diventato un personaggio ricorrente, con ruoli anche di discreta importanza, come in La miglior guerra è la non guerra o 24 minuti, anche se il suo vero nome non è mai stato rivelato. Viene spesso mostrato in compagnia dell'amico "secchione" Martin Prince, e, come lui, anche Database è spesso vittima dei bulli della scuola. Il padre di Database, è un architetto (viene nominato solo nell'episodio Limone di Troia) anche se soltanto sullo sfondo e senza nessuna battuta. Anche Database rappresentato il classico stereotipo del ragazzo nerd. Ha 8 anni.
È il personaggio che Matt Groening ha dichiarato di apprezzare meno.
Doppiato in italiano da Maurizio Fiorentini.

## Dewey Largo
Dewey Largo è il maestro di musica della scuola elementare di Springfield. Appare per la prima volta nella puntata Un Natale da cani, ma compare nella sigla d'apertura quando caccia dall'aula Lisa poiché lei crede di potere interpretare ogni brano in versione jazz-soul. Viene chiamato scherzosamente "prof. Ludwig" ed è un pessimo direttore d'orchestra, oltre che un musicista molto poco creativo.
Durante la 17ª stagione, nell'episodio My fair..damerino, dopo che il giardiniere Willie lascia la scuola, il lavoro di bidello viene dato all'impiegato di più basso grado della scuola, che si rivela essere proprio il sig. Largo. Nell'episodio Corri Homer corri, si suggerisce che Waylon Smithers sia beccato in un atto di natura omosessuale con Largo, per poi smentire tutto verbalmente. Sempre nella stessa stagione, nell'episodio Homer e la paranoia della paternità, viene rivelato che Dewey era stato ammesso a insegnare alla prestigiosa Juilliard School, ma non ricevette mai la lettera poiché il postino che la portava morì congelato sul monte Springfield, così finì a insegnare alla scuola elementare di Springfield. Si sospetta che sia un fumatore di marijuana, in quanto, nella puntata "L'erba di Homer", quando Lisa sente l'odore proveniente dallo spinello che stava fumando il padre, esclama: "Odora come l'aula del nostro maestro d'arte!"; a sostegno della suddetta tesi lo stesso Largo, completando una canzone di Willie, nell'episodio My fair... damerino, disse, rivolto a una pianta simile a quella della marijuana: "Queste qui me le fumo con il caffè!"
In un episodio diventa frequentatore assiduo del gay bar di Boe, il che avvalora la tesi che lo dice omosessuale. Il suo cognome pare che sia stato preso dal tempo musicale largo, un tempo molto lento, che rispecchierebbe molto bene il carattere del personaggio.
Tuttavia Largo, oltre la sua omosessualità, ha anche dimostrato di volere diventare Transessuale: decidendo di fare un intervento per assomigliare a Julie Newmar (la Catwoman degli anni 60), ma, dopo che la sua cartella è stata confusa con quella di Boe, che voleva diventare più basso per assomigliare alla sua fidanzata Maya, subisce lui il suo intervento esclamando: “Non assomiglio per nulla a Julie Newmar. Nellìepisodio La ragazza nella banda è mostrato a letto con un altro uomo.
Il personaggio è stato doppiato da diversi doppiatori, tra cui Carlo Valli, Massimo Rossi, Giorgio Lopez, Francesco Caruso Cardelli, Enzo Avolio e Stefano Mondini (st. 34+).

## Disco Stu
Disco Stu, nome completo Stuart Discotheque è sempre vestito stile anni settanta, con vestiti attillati da discoteca, un parruccone tondo e castano, e gli stivali rigorosamente con le zeppe.
Le sue apparizioni nella serie sono solitamente dei siparietti molto brevi che lo vedono commentare qualcosa, parlando di se stesso in terza persona. In una puntata diventa il quarto marito di Selma Bouvier ma successivamente ottiene l'annullamento del matrimonio.
Creato per una battuta nell'episodio Due pessimi vicini di casa, è diventato poi un personaggio ricorrente a causa della buona ricezione da parte del pubblico, è doppiato in originale da Hank Azaria, mentre in italiano da Luigi Ferraro (1ª voce), Teo Bellia (2ª voce) e Davide Marzi (3ª voce).

## Dio
Dio è un personaggio ricorrente della serie, e appare diverse volte, soprattutto nei sogni. Non viene mai mostrato di faccia, tranne che nell'XVI Special di Halloween, quando viene risucchiato insieme a tutto il creato da Kang e Kodos. In tutte le sue apparizioni viene raffigurato con una veste bianca e una folta barba bianca, secondo la classica raffigurazione occidentale, oppure come una colonna di luce. Inoltre è l'unico personaggio a essere disegnato con cinque dita. Dimostra spesso di essere simpatico e tollerante verso Homer, classica rappresentazione del miscredente, e non sopporta il Reverendo Lovejoy. In originale è stato doppiato da Harry Shearer, mentre in italiano da Mario Bombardieri, Alessandro Ballico (solo in due episodi), Alessandro Rossi (solo episodio 30x3) e Luca Ward. In I Simpson-il videogioco, viene doppiato da Roberto Draghetti.

## Drederick Tatum
Drederick Tatum, a volte soprannominato Mr. Armageddon, è la parodia di Mike Tyson, con cui condivide sventure legali, accuse di abusi carnali e un timbro di voce non proprio virile. Ha 46 anni, è alto 208 cm e pesa 160 kg.
Alto, muscoloso e di colore, Tatum è un pugile professionista (il più forte tra quelli che bazzicano a Springfield) che ha avuto in passato vari problemi con la giustizia, finendo anche in carcere (fra i tanti reati commessi, spinse la madre giù dalle scale). Grazie all'aiuto del suo manager Lucius Sweet (parodia di Don King, reale impresario di Tyson) è diventato ricchissimo e ha anche aiutato economicamente la città, che successivamente lo ha ricompensato facendo costruire una statua d'oro con le sue fattezze (contro cui Homer si rompe la mascella).
In una puntata sfida in un incontro di boxe Homer Simpson: poco prima che venga massacrato, Boe Szyslak salva l'amico volando sul ring con un elimotore e portandolo via. D'altronde i piani bellicosi di Tatum erano noti ancor prima del match, quando egli dichiarò: "Io penso che Homer Simpson sia un brav'uomo. Mi è simpatico e non ho niente contro di lui. Tuttavia renderò vedova sua moglie e orfani i suoi figli". In una puntata successiva tuttavia Homer si riprende la rivincita mandandolo in coma.
Nel corso della serie animata, si evince che egli è anche molto schietto, o per meglio dire ingenuo: in una puntata, infatti, affermò in pubblico che egli sponsorizzava un prodotto solo per i soldi e non per la reale efficacia dell'oggetto. Quando vide i clienti e i rappresentanti inferociti disse: "Pago il prezzo della mia sincerità". Doppiato in italiano da Roberto Stocchi e Paolo Vivio e in originale da Hank Azaria

## Declan Desmond
Declan Desmond è un documentarista britannico, altezzoso e snob, che in alcune puntate si reca a Springfield per girare i suoi documentari, dove finisce quasi sempre per mettere in ridicolo le persone su cui le realizza. In originale è doppiato da Eric Idle e in italiano da Luca Biagini.

## Dr. Colossus
Il dottor Colossus (Doctor Colossus in originale) il cui vero nome è Hector von Colossus, è un super-cattivo e scienziato pazzo che risiede a Springfield. È stato sposato con Stacy Lovell, la creatrice della bambola preferita di Lisa, Malibù Stacy. Nella serie a fumetti Simpsons Comics, viene rivelato il suo vero nome (Hector von Colossus) e si scopre anche che Colossus è la nemesi del Professor Frink. Compare nel videogioco The Simpsons Hit & Run.

## Uomo Duff
L'Uomo Duff (Duffman) è il testimonial della birra Duff, che compare nei momenti più disparati per pubblicizzare il prodotto, il più delle volte in situazioni fuori luogo. Indossa un vistoso mantello rosso, una tuta azzurra e parla di sé in terza persona. La sua apparizione è sempre accompagnata dalla canzone di Yello "Oh, yeah", espressione che spesso ripete alla fine delle sue frasi. Presenta una gara per baristi, in cui risulta vincitore Boe.
Nell'episodio "Affamatissimo Homer", si scopre che l'Uomo Duff è molto religioso, perché si chiede "Nuovi sentimenti fermentano in Duffman. Che cosa farebbe il buon Gesù?" prima di buttare il presidente della Duff dagli spalti dello stadio di Springfield perché voleva vendere la squadra degli Isotopi alla città di Albuquerque. Nella puntata "Fatti e assuefatti" afferma invece di essere ebreo, obbligato però dalla Duff a vestirsi da tedesco durante l'Oktoberfest.
Nell'episodio Se mi ubriachi cancello i Simpson si scopre che è affetto da dislessia. Nell'episodio Homer e Lisa si scambiano paroloni crociati si rivela essere omosessuale. Ha una figlia di cui ha perso i contatti. Nel primo episodio in cui appare viene rivelato che l'Uomo Duff viene prontamente sostituito ogni volta che quello in carica muore per cirrosi epatica o per altri motivi. L'attuale Duffman sarebbe almeno il quarto (in una puntata se ne vedono ben tre).
È doppiato in italiano da Giorgio Lopez e Marco De Risi.

## Eddie e Lou
Eddie e Lou sono i due poliziotti che accompagnano sempre il commissario Winchester; nella puntata "Scherzo gobbo" viene rivelato che entrambi non hanno cognomi.
Lou è il secondo dei tre poliziotti di Springfield in ordine di importanza. Nell'edizione italiana Lou ha un accento tipicamente napoletano. Ha con il suo superiore un rapporto privilegiato, dato che molto spesso viene visto conversare e scambiare opinioni con lui. Lou ha sicuramente origini afro-americane, essendo l'unico "tutore della legge" di carnagione nera. In una puntata dice di avere un'ex-moglie di nome Amy. È caratterizzato da avambracci come quelli di Braccio di Ferro.
Eddie è l'ultimo dei tre poliziotti in ordine di importanza. Ha una cadenza tipicamente barese, contribuendo alla grande varietà di dialetti parlati dai personaggi della città di Springfield. Talvolta dimostra atteggiamenti aggressivi e irruenti.
Eddie nella versione originale è doppiato da Harry Shearer mentre nella versione italiana da Danilo De Girolamo (st. 7), Roberto Stocchi (st. 8), Teo Bellia (st. 10-11), Nicola Braile (st. 12-28) e Stefano Mondini (st. 29-in corso). Lou invece è doppiato da Hank Azaria (fino alla 22ª stagione) e Alex Désert (a partire dalla 23ª stagione), mentre in italiano da Maurizio Romano (st. 1-7), Nino D'Agata (st. 8-29), Enzo Avolio (st. 30-33) e Enrico Di Troia (st. 34-in corso).

## Elizabeth Hoover
Elizabeth Hoover è la maestra di Lisa Simpson.
Non è sposata e sembra rassegnata a rimanere zitella per il resto della sua vita nonostante il suo bell'aspetto.
Come insegnante non sembra valere molto: infatti, in una puntata, quando Lisa Simpson ruba tutti i libri degli insegnanti per compiere una bravata, anche la signorina Hoover, insieme alla maestra Caprapall e agli altri insegnanti della scuola, si rifiuta di fare lezione, sentendosi persa.
Sembra avere gravi problemi di alcolismo. Infatti, oltre a poterla vedere al bar di Boe durante il breve periodo di proibizionismo a Springfield, in un'altra puntata mentre consegna alla sua classe i test corretti, alcuni dei voti apparentemente scritti con la matita rossa si rivelano essere del Whisky, nel compito di Ralph, dove la chiazza del liquore cambiava il voto da una F a una B, e del Cognac nel compito di Lisa, dove il liquore formava un più nel voto del compito. Non sopporta assolutamente Ralph.
Nonostante possa sembrare un po' arrogante, in realtà possiede un cuore d'oro, infatti risulterà amichevole con i suoi amici e qualche volta anche con i suoi studenti.
Per un breve periodo, credendo di essere affetta dal morbo acharius, venne sostituita da un supplente di cui Lisa si innamorò per la sua intelligenza.
Sposa Gil Gunderson nel primo episodio della trentaquattresima stagione.
Nella prima puntata della trentaseiesima stagione, creato come finale della serie, si è sposata con Duffman, segno che ha divorziato da Gil.
Doppiata in italiano da Lorenza Biella (st. 2-5), Aurora Cancian (st. 6+), Graziella Polesinanti (ep.2x18) e Franca Lumachi (ep.9x04).

## Frank Grimes
Frank Grimes è, per un solo episodio, un pedante collega di Homer alla centrale nucleare.
Viene presentato alla televisione come un perfetto "self made man", che sfidando le sventure è riuscito ad autorealizzarsi. La sua infanzia è alquanto travagliata: abbandonato dai genitori a quattro anni non ha potuto andare a scuola, ritrovandosi a lavorare come postino e consegnando regali a bambini di ricche famiglie. Nel giorno del suo diciottesimo compleanno fu vittima dell'esplosione di un silos; ricoverato da solo in ospedale, senza che qualcuno lo venisse a trovare, riuscì a riprendersi e a riacquistare l'udito e il senso del dolore. Nel seguito degli anni, sempre lavorando duramente, ha dedicato il poco tempo libero allo studio, fino al conseguimento di una laurea in fisica nucleare per corrispondenza. Viene per questo assunto dal Signor Burns che, vista la sua storia in televisione, decide d'impulso di assegnargli l'incarico di vice-presidente esecutivo, salvo ripensarci altrettanto repentinamente allorquando l'indomani lo stesso programma racconta la storia di un eroico cane, cui Burns decide di assegnare lo stesso incarico.
Assunto come semplice impiegato, Grimes resta a dir poco esterrefatto dalla totale disorganizzazione della centrale e, soprattutto, dall'incompetenza di Homer che si ostina a chiamarlo "Grimmione" (Grimey nell'originale), suscitando in lui rabbia e ostilità. Osservando la vita di Homer, Grimes si rende conto che questi ha una vita di successo (bella moglie, tre figli, casa enorme ecc.), ma senza meritarlo visto che preferisce poltrire. L'invidia e la gelosia finiscono presto per roderlo, poiché ritiene - non a torto - che Homer non abbia mai fatto nulla di particolare per raggiungere il successo, mentre lui ha dovuto sopportare le più grandi disgrazie e umiliazioni ricevendo ben poco nonostante i continui sacrifici fatti. Invidioso di Homer, perciò, decide di fargliela pagare e screditarlo, spingendolo a iscriversi a un concorso per bambini. Il suo piano, però, fallisce, e anzi gli si ritorce contro, poiché Homer non solo riesce a risultare vincitore del concorso, ma anche a guadagnarsi applausi e complimenti dai colleghi. A quel punto, Grimes impazzisce completamente, suicidandosi involontariamente toccando dei cavi elettrici senza protezione.
Al suo funerale Homer gli ruberà per l'ennesima volta la scena, suscitando l'ilarità di tutti mentre la bara viene calata nella fossa (dormendo alla cerimonia funebre borbotta: "Cambia canale Marge!").
Matt Groening disse che Frank Grimes rappresenta un uomo del mondo reale catapultato nel mondo dei Simpson, dove non può fare altro che impazzire (e perire).
Il personaggio viene citato in alcune occasioni:
- Homer trova la foto del suo funerale in un vecchio abito scuro e si chiede che fine abbia fatto ("Guarda, Marge! Il rito funebre di quel tizio! Ma che fine ha fatto?").
- Nella puntata "Di nuovo solo-solino-soletto" si vede la sua tomba al cimitero di Springfield durante il funerale di Maude Flanders.
- Nella puntata in cui il signor Burns scommette la sua centrale in una gara di "spulciatura di rifiuti", tra gli oggetti compare la lapide di Grimes.
- Durante il "funerale" della madre di Homer, quest'ultimo, in preda al dolore, prende a calci la lapide di Grimes.
- Compare la sua tomba nella nuova sigla dei Simpson, con Ralph che ci costruisce sopra un castello di sabbia.
- Nella sigla in stile videogiochi, quando Homer esce dal posto di lavoro, il Fantasma di Frank si vede sbucare dalla cabina di Burns e Smithers.
- Compare nella prima puntata della stagione 36, assieme a tutti i personaggi della serie, a celebrare l'undicesimo compleanno di Bart.

Doppiato in originale da Hank Azaria e in italiano da Roberto Certomà.

## Gattara pazza
La gattara pazza (The crazy cat lady in originale) è un'anziana donna mentalmente instabile. Come indica il suo soprannome, è una gattara. Tuttavia non tratta bene gli animali di cui si occupa, difatti lancia uno o più gatti che ha avvinghiati costantemente a sé contro chiunque le rivolga la parola. Il suo vero nome è Eleanor Abernathy, come viene rivelato da Kent Brockman durante un'intervista. Nell'episodio Come eravamo... a Springfield, appare come laureata in legge e medicina. L'affrontare contemporaneamente il ruolo di medico e il ruolo di avvocato l'ha resa isterica, per poi portarla definitivamente alla pazzia, oltre a un invecchiamento prematuro.
Ha i tratti di una strega malconcia: simile d'aspetto a una stracciona, con capelli grigi, lunghi e assolutamente non curati, ha un naso pronunciato, un solo dente e labbra screpolate. Indossa un abito rosa con il colletto bianco, e sopra di esso una giacca viola-grigia. Viene talvolta raffigurata mentre spinge un carrello (come è di consuetudine per molti vagabondi) contenente altri gatti. Segni della sua pazzia, oltre al fatto di tirare gatti contro ogni persona, sono l'occhio sinistro strizzato e una pronuncia blesa, indecifrabile e, apparentemente, priva di senso.
In una puntata il professor Frink inventa un traduttore universale che riesce a fare capire le parole della gattara, segno che la donna è stata colpita da afasia espressiva. Nell'episodio Homer annega nel suo diluvio universale, invece, afferma di potere usufruire di brevi momenti di lucidità assumendo uno speciale farmaco (in realtà delle mentine).
È proprio Eleanor che dona un gatto, che diventerà il nuovo Palla di Neve II, a Lisa, dopo il decesso dell'omonimo felino e di altri sostituti.
Nell'episodio Un bel sogno di mezza estate si scopre che è affetta di disposofobia.
In un altro episodio si scopre che, nonostante sembri piuttosto vecchia in realtà ha circa l'età di Homer e Marge.
Doppiata in italiano da Antonella Alessandro.

## Gengive Sanguinanti Murphy
Fratello scomparso del dottor Hibbert, era un sassofonista idolo di Lisa. Viene soprannominato "Gengive Sanguinanti" perché aveva poca considerazione dell'igiene delle sue gengive.
Doppiato in italiano da Pino Ammendola.

## Gerald Samson
Gerald Samson è un neonato caratterizzato da un unico sopracciglio, ed è il principale rivale di Maggie, poiché i due si scambiano sempre occhiate di disprezzo quando si incontrano. Il piccolo Gerald appare anche nella nuova versione della sigla, confrontandosi con Maggie, nella scena al supermercato. Anche i suoi genitori hanno un unico sopracciglio.
Nell'episodio L'azzurro e il grigio, Maggie lo bacia.
Nel cortometraggio Maggie va in città è il principale antagonista della piccola di casa Simpson, a caccia di una farfalla che vuole a tutti i costi uccidere in maniera brutale.

## Gil Gunderson
Gil Gunderson, anche noto come vecchio Gil, è un abitante di Springfield che ricalca lo stereotipo dell'uomo fallito. Non ha un ruolo fisso all'interno della serie; infatti, ogni volta che compare svolge una professione diversa, spesso con risultati disastrosi. Il suo personaggio è fisicamente ispirato all'attore Jack Lemmon.
Solitamente appare nelle vesti di agente di vendita sfortunato, incompetente, stressato e ansioso. Infatti, ogni volta che un personaggio principale deve fare un acquisto di un certo tipo, si ritrova a contrattare con lui, che in pochi secondi si abbassa a qualsiasi condizione di acquisto pur di vendere qualcosa. A volte riesce a raggiungere anche degli accordi a lui vantaggiosi, ma gli viene regolarmente soffiato l'affare da un collega più svelto e più furbo di lui. Dopo la scomparsa dalla circolazione di Lionel Hutz, la cui ultima apparizione coincide con la prima del personaggio, ha ricoperto anche il ruolo di legale della famiglia Simpson, con risultati imbarazzanti. Non è mai riuscito a concludere nessuna trattativa nonostante nella serie lo si sia visto vendere di tutto, dalle automobili ai campanellini. Ha anche lavorato come uomo delle pulizie al Jet market e si riferisce a se stesso come "Il vecchio Gil". In passato, era proprietario di una pizzeria dove Homer lavorava part-time come DJ, ma che in realtà era una copertura per vendere droga, in seguito chiusa dall'FBI. Divorziato e con vari figli, nel primo episodio della trentaquattresima stagione, sposa la signorina Hoover, insegnante della scuola elementare di Springfield.
Gil è doppiato in originale da Dan Castellaneta, mentre in italiano da Nino D'Agata (st. 9), Teo Bellia (st.10-17) e Luca Dal Fabbro (st. 18-succ.).

## Ginger e Amber
Ginger e Amber sono le due donne sposate rispettivamente da Ned e da Homer mentre erano completamente ubriachi a Las Vegas.
Dopo che Homer e Ned le lasciano dopo uno strenuo inseguimento, le due sembrano mettersi insieme a Gunter ed Ernst, ma tempo dopo ricompaiono davanti a casa Simpson. Ned, che ha perso la moglie Maude, decide di adempire ai voti matrimoniali e la ospita a casa sua. Homer, invece, decide di divorziare ma la cosa non va a buon fine e Marge pensa di lasciare Homer. Riesce comunque a lasciarla con l'inganno, facendole sposare suo padre Abe (proprio come Homer aveva sposato Amber), mentre Ginger lascia Ned perché lo giudica troppo santarellino.
In un episodio si viene a sapere che Amber è morta di overdose e che Homer è andato al suo funerale.
Ginger è doppiata in originale da Tress MacNeille, mentre in italiano da Deborah Ciccorelli (ep. 10x10) e Paola Del Bosco (ep. 13x17).
Amber è doppiata in originale da Pamela Hayden, mentre in italiano da ? (ep. 10x10) e Maura Cenciarelli (ep. 13x17).

## Grazia Negata
Grazia Negata (Constance Harm nell'originale) è la giudice che in un episodio sostituisce il giudice Snyder, condannando Homer e Bart a vivere legati l'uno all'altro fino a che la loro pena non si fosse esaurita. Già da questo particolare, si può capire come il suo carattere sia opposto rispetto a quello del giudice Snyder, risultando più diretta e severa (al punto di poggiare una ghigliottina in miniatura come suo emblema sul bancone). Grazia Negata abita in una sorta di "casa galleggiante" (una chiatta adibita a abitazione, affondata da Homer causando il danneggiamento della trapunta preferita dalla giudice) ormeggiata al molo di Springfield, e protetta da una foca da guardia di nome Pancho. È sposata ma il marito non è mai comparso nella serie. In Genitori sotto accusa afferma di essere stata un bellissimo bambino, facendo intuire che possa essere una persona transgender.
È doppiata in originale da Jane Kaczmareck, mentre in italiano da Luciana Littizzetto.

## Giuggi
Giuggi (Jub Jub in originale) è l'iguana ereditato da Patty e Selma dopo la morte della loro prozia Gladis. In realtà era stata ereditata dalla madre di Marge che però non sopporta i rettili e ha tentato di ucciderla. Il suo cibo preferito sono gli scarafaggi al microonde.

## Gloria
Gloria è la fidanzata e poi moglie di Serpente, lavora come vigile e compare per la prima volta nell'episodio Burns, fusto innamorato, dove vive una storia d'amore con Montgomery Burns, salvo poi lasciarlo alla fine dell'episodio per tornare con Serpente. In seguito Gloria compare in altri episodi, sempre legata al personaggio di Serpente. Nel primo episodio della ventesima stagione, Gloria viene mostrata incinta, mentre nel quindicesimo episodio i due si sposano.
Al suo esordio è doppiata in originale da Julia Louis-Dreyfus, mentre in italiano da Serena Dandini.

## Grady e Julio
Grady e Julio sono la coppia omosessuale con cui Homer va a convivere, quando decide di lasciare Marge. Fanno la loro prima apparizione nell'episodio Due nuovi conquilini per Homer. Nel medesimo episodio, Grady bacerà Homer quando verrà lasciato nuovamente da Marge che tentava di riconciliarsi con lui. In un altro episodio, Julio lascerà Grady e sarà proprio Homer a farli separare, grazie al suo nuovo lavoro che consiste appunto nel fare separare le coppie.
Nell'episodio Gay, un invito a nozze Homer, divenuto sacerdote per sposare le coppie gay, sposerà Julio con un altro uomo nel garage dei Simpson divenuto una chiesa. Nell'episodio Se mi ubriachi cancello i Simpson, si scopre che Julio è nato in Costa Rica.
Inoltre, in un episodio, vediamo Julio fare la parodia di Michelangelo Buonarroti, mentre è intento a dipingere la volta della Cappella Sistina. Nella versione italiana Julio è stato doppiato rispettivamente da Fabrizio Vidale (st. 14-18), Lorenzo Accolla (st. 19, 24-29), Nanni Baldini (st. 20-23/30+), Diego Suarez (ep. 27x17) e da Antonio Angrisano (ep. 31x20), mentre in originale da Hank Azaria, fino alla trentunesima stagione, Mario Jose nelle parti cantate e Tony Rodriguez a partire dalla trentaduesima stagione
Grady lo si trova invece in un altro episodio, visibilmente ingrassato, diventando un frequentatore del bar di Boe quando quest'ultimo decide di trasformare la sua taverna in un gay bar per omosessuali non tanto attraenti: in tale occasione è stato doppiato in italiano da Fabrizio Vidale. Nelle altre apparizioni è stato doppiato da Roberto Stocchi.

## Gunter e Ernst
Gunter ed Ernst sono due ammaestratori di tigri con l'accento russo, che con la loro tigre bianca di nome Anastasia intrattengono il pubblico di un casinò di Las Vegas e, successivamente, nel casinò di Mr Burns.
Sono una parodia della celebre coppia di illusionisti di Las Vegas Siegfried & Roy.

## Hans Uomo Talpa
Hans Uomo Talpa (Hans Moleman) è un abitante di Springfield che nella maggior parte delle sue apparizioni apparentemente muore o si ferisce gravemente. La sua età è indefinibile, dato che in alcune puntate afferma di essere molto giovane mentre in altre di essere estremamente anziano.
Appare come un uomo bassino, dalla scarsa forza fisica e indossa un paio di occhiali a fondo di bicchiere che non migliorano affatto la sua vista da cui deriva il suo nome. Cammina spesso con l'ausilio di un bastone da passeggio. Il suo abbigliamento solito è costituito da pantaloni verdi, camicia bianca e cravatta azzurra o senape. È una persona molto educata e composta ma è vittima di numerose angherie e soprusi da parte degli altri personaggi che portano a ferite, umiliazioni e incidenti. Negli episodi lo si vede speso intraprendere lavori del tutto differenti uno dall'altro e in passato è stato anche sindaco di Springfield per quattro volte di seguito.
È doppiato in originale da Dan Castellaneta, mentre in italiano da Silvio Anselmo (st. 1-15 e da 30 in poi), ? (st. 16) e Sacha De Toni (st. 17-29).

## Harlan Dondelinger
Harlan Dondelinger (o Dondelinger in breve) è il preside del Liceo di Springfield, già nel lontano 1974. Era preside quando Homer e Marge facevano l'ultimo anno di liceo, come si vede nell'episodio flashback "Come eravamo", dove è stato mostrato come una figura severa, che sembrava avere avuto diversi scontri con Homer e Barney Gumble. Nell'episodio in cui Homer torna al liceo per frequentare i corsi serali e prendere il diploma, il suo docente è proprio Dondelinger, che rivela in quell'episodio che la moglie è morta. È anche apparso nell'episodio "Proposta semi-decente" a casa di Artie Ziff.

## Helen Lovejoy
Helen Schwartzbaum, più conosciuta come Helen Lovejoy, è la moglie del reverendo Timothy Lovejoy, pastore religioso della città di Springfield; i due hanno anche una figlia, Jessica, il primo amore di Bart Simpson. Nella diciottesima stagione si può intuire che il matrimonio con il reverendo è in crisi.
Helen rappresenta la tipica donna di chiesa, rigorosa e molto dedita ai suoi doveri civici e religiosi; come Maude e Marge, è molto moralista. Dietro a questa facciata di perbenismo apparente, però, si cela una donna ipocrita, pettegola e talvolta seminatrice di discordie. Infatti, nonostante sia sposata con un pastore protestante, non dà il buon esempio, sparla di tutto e di tutti e infierisce spesso, con commenti inopportuni, alle spalle delle sue stesse migliori amiche.
È molto protettiva per quanto riguarda i bambini; la sua famosa frase, "Perché nessuno pensa ai bambini?!", viene tuttavia usata sempre più a sproposito e in occasioni in cui non è affatto pertinente. I suoi interventi sono spesso più un tentativo di attirare l'attenzione che un incitamento ai compaesani a una presa di coscienza.
Voci italiane: Graziella Polesinanti, Antonella Alessandro, Alessandra Grado e Carmen Iovine.

## Herb Powell
Herbert "Herb" Powell è il fratellastro maggiore di Homer: nacque da un rapporto occasionale tra nonno Simpson e Gaby, una prostituta e giostraia, che lo abbandonò all'orfanotrofio di Shelbyville. Si è laureato ad Harvard, ma ha dovuto svolgere vari lavori umili per pagarsi gli studi, ed è diventato poi un ricchissimo magnate. Nella versione originale è stato doppiato da Danny DeVito. È un po' simile a Homer, ma è più magro, leggermente più alto e con una capigliatura normale.
Herb Powell venne ideato da Jeff Martin, mentre fu Sam Simon ad assumere Danny DeVito per doppiare il personaggio. La drammatica conclusione dell'episodio Oh fratello, dove sei? fece lanciare ai fan una petizione dove chiedevano agli autori di realizzare il seguito che in seguito arriverà ovvero Fratello, avresti da darmi due soldi?.
Doppiato in italiano da Fabrizio Pucci (ep. 2x15 e 3x24) e da Massimo Lopez (ep. 24x11).

## Herman
Herman, psicopatico e maniacale, gestisce un negozio di armi d'epoca nella città di Springfield. Ha perso il braccio destro: in La scuola del cane bastardo si scopre infatti che lo perse facendo l'autostop esponendo per l'appunto il braccio, e il camion dell'accalappiacani, guidato da Winchester, passò strappandoglielo di netto (Ciò però va in contrasto a ciò che dichiara nel suo primo incontro, ovvero che lo perse sporgendo il braccio dal finestrino del pullman); a causa di questo incidente, ha deciso di intraprendere la carriera di commerciante d'armi.
Rimpiange spesso l'America del passato, ritenuta più pregnante di valori come la violenza fatta virtù e la forza.
Nell'episodio 22 cortometraggi di Springfield, prende in ostaggio il criminale Serpente e il commissario Winchester in una parodia dell'episodio "L'orologio d'oro" del film Pulp Fiction. Arriva addirittura ad affermare: "Appena arriverà Zed, potrà cominciare la festa!", mentre in un'altra puntata vende jeans contraffatti a dei criminali, venendo però catturato da Marge.
Amico di nonno Simpson, ha aiutato Bart a risolvere una contesa con Nelson Muntz.
Doppiato in italiano da Fabrizio Pucci.

## Il tipo che dice sì
Il tipo che dice sì (Yes Guy) è un personaggio ricorrente della serie, comparso per la prima volta nell'episodio Sindacato con la mafia nei panni del maitre di un ristorante di Springfield. È riconoscibile per il suo particolare modo di dire "Siii?" e a ogni sua apparizione ha una professione nuova, tra cui fare il maitre e fare la guardia vigilante. Una sua variante brasiliana viene mostrata nell'episodio La colpa è di Lisa. La sua particolare fisionomia e il suo modo di dire "Siii?" sono presi dall'attore statunitense Frank Nelson.
Doppiato in originale da Dan Castellaneta e in italiano da Andrea Ward e Francesco Prando.

## Jacqueline Ingrid Bouvier
Jacqueline Ingrid Bouvier (nata Jacqueline Gurney), è la madre anziana di Marge, Selma e Patty Bouvier. Ha 80 anni.
Nella serie compare di rado; si ricorda un episodio, parodia de Il laureato, in cui lei e Abraham Simpson, ovvero il padre di Homer, si innamorano prima dell'arrivo di Montgomery Burns, che la porta all'altare; Jacqueline però non sposa nessuno dei due.
In un altro episodio, mentre Marge parla con una psicologa per scoprire le ragioni della sua fobia di volare, la si vede da giovane in una pista d'atterraggio insieme alla figlia, mentre le spiega che suo padre è spesso in viaggio in quanto pilota (si rivelerà invece essere uno steward). Il nome è un chiaro riferimento alla moglie dell'ex presidente degli USA John Fitzgerald Kennedy.
La si vede di sfuggita in qualche cameo, specialmente ai matrimoni di Selma e Patty.
Stando alle sue apparizioni ambientate nei flashback, aveva spesso divergenze con il marito Clancy. Sarà proprio lei a spiegare i motivi della sua morte, ovvero il cancro polmonare.
Voce italiana: Liù Bosisio (stagioni 1-22), Sonia Scotti (stagioni 23+) e Paila Pavese (solo 27x3).

## Jacques
Jacques, oltre a comparire nella vecchia sigla dei Simpson, ha un ruolo principale nell'episodio della prima stagione Nati per essere sfrenati. Uomo francese molto affascinante e campione di bowling, si Innamora di Marge Simpson, cercando in ogni occasione di sedurla e quest'ultima, che era profondamente adirata con suo marito, accetta i flirt. Jacques le propone allora di ritirarsi nel suo appartamento, ma Marge, ancora innamorata di Homer, rinuncia e va a trovare il marito nella centrale nucleare, riconciliandosi con lui. Jacques non ricomparirà più nella serie, tranne in alcuni spezzoni della seconda e terza stagione e nell'episodio denominato Squadra Homer mentre fa parte della squadra di bowling de "I Rovinafamiglie", battuta da quella di Homer. Marge confessa a Homer di avere avuto questa storia nell'episodio Un altro show di spezzoni dei Simpson, ma Homer, anche lui con qualche leggera relazione in passato, decide di perdonarla. Tornerà diversi anni dopo, nella puntata Una pupa tra i birilli, per allenare Marge per la partita per salvare il Bowlarama e confessa di non averla mai dimenticata, tappezzando il suo appartamento di sue fotografie, e avrà una lotta contro Homer, e sarà proprio lui lo sfidante nella partita contro di lei. Marge otterrà la vittoria e Jacques verrà rimandato in Francia, a causa di un visto illegale da allenatore di bowling.
Doppiato in originale da Al Brooks e in italiano da Fabrizio Pucci.

## Janey Powell
Janine "Janey" Powell è una bambina di colore della classe di Lisa Simpson, di cui è occasionalmente indicata come migliore amica, anche se in numerose occasioni Janey viene mostrata insieme agli altri bambini che prendono in giro la "secchiona" Lisa. Appare per la prima volta nell'episodio Bart il grande, mentre nell'episodio L'appuntamento di Lisa col teppistello viene rivelato che ha una cotta per Milhouse Van Houten. Ha 8 anni.

## Jasper Beardley
Jasper Beardley è un anziano inquilino della casa di riposo di Springfield, assieme al suo migliore amico nonno Simpson. Ha circa 78-87 anni.
Il personaggio è caratterizzato come un anziano barbuto. È canuto e di bassa statura, a tratti scorbutico e in parecchie apparizioni con forti problemi di vista che lo portano a scambiare le persone, con la concausa dell'evidente senilità. L'unica puntata in cui ha un ruolo in parte rilevante quella in cui si iberna in un freezer del Jet market, a seguito del quale Apu decide di sfruttare la vicenda a scopi promozionali. Nell'episodio Chi ha sparato al signor Burns? viene rivelato che la sua gamba sinistra è finta ed è fatta di abete. Nella puntata Il castello in aria di Homer, si scopre, dopo la morte di Cornelius Chapman, essere il secondo uomo più vecchio di Springfield, dopo il centoquattrenne Montgomery Burns. In un altro episodio fa da supplente nella classe di Lisa e minaccia i ragazzi di colpirli a pagaiate.
Voce italiana: Gianni Vagliani (st. 1-10); Silvio Anselmo (st. 11+).

## Jebediah Springfield
Jebediah Obadiah Zachariah Springfield è il fondatore della città di Springfield, in cui è ambientato il cartone animato.
È letteralmente venerato dai suoi concittadini, tanto che, a ogni ricorrenza della fondazione della città, si svolgono manifestazioni in suo onore e gli è anche stata dedicata una statua nel centro della città. La base su cui poggia la statua reca incisa la massima "A Noble Spirit Embiggens the Smallest Man" ("Un animo nobile titaneggia nel più piccolo degli uomini"), a lui attribuita.
Ricopre il ruolo di maggiore importanza nel 16º episodio della 7ª stagione, denominato Lisa l'iconoclasta.
In questo episodio, in occasione del bicentenario dalla fondazione di Springfield, a ciascuno studente viene assegnata una ricerca su di lui. Lisa quindi nella sua ricerca scopre alcune verità che proverebbero che il fondatore della città era in realtà un criminale impostore:
- Gli era stata attribuita l'impresa di avere domato un bisonte selvatico, ma quel bisonte era già addomesticato, lui gli aveva solo sparato;
- Il suo vero nome era Hans Sprungfeld, un pirata tedesco pluriomicida che aveva cercato di uccidere anche George Washington;
- Aveva una lingua d'argento, ottenuta in seguito a una furiosa lite con un pirata turco.

Infine Lisa decide di non rendere note le sue scoperte, permettendo ai suoi concittadini di continuare a credere nel mito di Jebediah Springfield.

## Jessica Lovejoy
Jessica Lovejoy è la figlia del reverendo Timothy Lovejoy e di Helen Lovejoy. Ragazzina molto furba, affascinante e manipolatrice, vive a Springfield e ha dieci anni. In una puntata, la settima della sesta stagione, appena tornata a Springfield dal collegio, si caccia subito nei guai, ma a farne le spese è Bart, ingannato dalla bellezza della ragazza. Al termine dell'episodio si scoprirà che la finta perbenista in realtà ne combina di tutti i colori anche in collegio. Riapparirà poi in altre puntate, senza avere un ruolo determinante.
Doppiata in originale da Meryl Streep, mentre in italiano da Laura Boccanera.

## Kirk e Luann Van Houten
Kirk e Luann Van Houten sono i genitori di Milhouse.
Kirk e Luann divorziano nell'episodio dell'ottava stagione Due cuori due capanne, quando la loro crisi che inizialmente faticava a palesarsi, scoppia durante una cena offerta da Marge e Homer Simpson. Tra Kirk e Luann scoppia una furiosa litigata che si conclude con i due che abbandonano la cena e Luann che caccia di casa il marito. Kirk va a vivere negli squallidi appartamenti per scapoli a Springfield e non riesce a ricostruirsi una vita, preso com'è dal lavoro per pagare gli alimenti alla moglie. Luann, dal canto suo, invece si gode la sua nuova vita, conoscendo molti uomini prestanti e famosi e avendo diverse storie d'amore.
Inizialmente Kirk lavorava alla fabbrica di cracker della città in qualità di dirigente (lavoro datogli da suo suocero), ma in seguito al suo divorzio perde il lavoro, e intraprende così una serie di squallide professioni per guadagnarsi da vivere. Luann sostiene che è proprio la completa mancanza di senso degli affari di Kirk ad avere causato la retrocessione della fabbrica dal primo al sesto posto in classifica. Dalla puntata della diciassettesima stagione Milhouse di Sabbia e Nebbia, i due tornano insieme. Nella puntata della diciannovesima stagione Millie l'orfanello, dopo essersi riconciliati si risposano.
Kirk è doppiato in originale da Hank Azaria, mentre in italiano da Silvio Anselmo (st. 3-7), Maurizio Reti (st. 8-30) e Nicola Marcucci (st. 31 in poi).
Luann è doppiata in originale da Maggie Roswell, mentre in italiano da Paola Giannetti (st. 3-6), Laura Boccanera (st- 7-8) e Antonella Alessandro (st. 9 in poi)

## Kumiko Nakamura
Kumiko Nakamura è una ragazza giapponese, disegnatrice di manga. Fa la sua prima apparizione nell'episodio Sposata con il blob, dove fa subito la conoscenza dell'Uomo dei fumetti, che intanto continuava a essere deluso dal fatto che nessuna donna volesse amarlo. I due si fidanzeranno (grazie anche all'aiuto di Homer) in breve tempo e arriveranno anche a sposarsi. Il padre di Kumiko, dapprima contrario all'unione, accetterà solo alla fine la scelta della figlia. Il matrimonio verrà celebrato dentro il sotterraneo dell'androide da Stan Lee in persona. Avrà un ruolo molto importante nel secondo episodio della ventinovesima stagione Splendore a Springfield, dove pubblicherà per sbaglio la graphic novel di Lisa Bambina Triste (disegnata da Marge) ispirata alla sua routine. Doppiata in originale da Tress MacNeille e Jenny Yokobori, mentre in italiano da Alida Milana (ep. 25x10), da Jun Ichikawa (st. 25-31) e Rossella Acerbo (st. 32+)

## Avvocato dai capelli blu
L' avvocato dai capelli blu, è di sicuro il più competente e accreditato degli avvocati di Springfield, ma ciò non dà sempre la certezza della vittoria in una città particolare come quella dei Simpson. Occhiali tondi, capelli blu, magro e sempre piuttosto serio, è uno degli avvocati del signor Burns e, probabilmente, uno dei più pagati. Fa infatti parte del team dei "10 strapagatissimi avvocati" di Burns dell'episodio Marge trova lavoro. Come dice il signor Burns in una puntata, è un vero e proprio "Yes-man", cioè una persona che non smentisce mai il suo capo. È inoltre membro del Partito Repubblicano di Springfield e rappresenta il Pubblico Ministero nelle varie carceri. In vari episodi appare inoltre come garante dei diritti di copyright, proibendo ai protagonisti della serie di imitare personaggi dello spettacolo o di utilizzarne le opere.
Nel corso della serie è doppiato in italiano da Massimo Rinaldi, Davide Lepore e Oreste Baldini.

## Leopold
Leopold è l'assistente del sovrintendente Chalmers. È un uomo grosso e alto, alquanto scontroso. Quando il preside Skinner è stato temporaneamente sostituito, Leopold fece credere a tutti che potesse diventare preside rilasciando diverse minacce e terrorizzando i bambini, ma poi improvvisamente in modo educato introdusse il sostituto reale, Ned Flanders. I bambini poi, collettivamente tirarono un sospiro di sollievo. Questa scena è stata ripetuta stavolta però con Marge Simpson, diventata un'insegnante supplente, quando gli insegnanti scioperarono. Egli è uno dei pochi personaggi dei Simpson ad avere le sopracciglia.

## Lewis e Richard
Lewis e Richard sono due compagni di classe di Bart e Milhouse e, pur non avendo mai avuto nel corso delle stagioni un ruolo particolarmente degno di nota, sono sempre mostrati fra i bambini della scuola elementare di Springfield. Entrambi sono apparsi per la prima volta nell'episodio Bart, il genio. Hanno 10 anni. Lewis è doppiato in originale da Pamela Hayden nella prima stagione e da Nancy Cartwright successivamente. In italiano, invece, il personaggio viene doppiato da Marco Bresciani in vari episodi e da Corrado Conforti nelle apparizioni più recenti

## Lindsey Naegle
Lindsey Naegle (nell'edizione originale doppiata da Tress MacNeille) è un'abitante di Springfield che ricalca lo stereotipo della donna in carriera, votata esclusivamente al lavoro e al guadagno. Appare per la prima volta nell'episodio Lo Show di Grattachecca & Fichetto e Pucci con un nome diverso. Nell'episodio Utopia delle utopie, appare per la prima volta con il nome di Lindsey Naegle, membro del Mensa di Springfield. Parlando con Marge, giustifica il fatto di cambiare continuamente lavoro confessando di essere una predatrice sessuale. Ha i capelli biondo platino e veste sempre molto chic (nella maggior parte degli episodi indossa sempre un tailleur azzurro chiaro).
Nella Puntata Marge contro Single, Anziani, Coppie senza figli, Teenager e Gay, risulta essere contro le famiglie e soprattutto contro i bambini.
Fa parte del "Club del libro e delle comari" di Springfield ed è un'alcolista, oltre a essere un membro del Partito Repubblicano.
Lindsey è anche un'amica di Marge Simpson, infatti la si vede qualche volta con lei e con un paio di altre sue amiche.
Doppiata in italiano da Renata Biserni, Antonella Alessandro, Francesca Guadagno (queste solo in poche apparizioni) e Gilberta Crispino

## Ling Bouvier
Ling Bouvier è una bambina cinese di un anno, figlia adottiva di Selma Bouvier. Per adottarla Selma è dovuta andare fino in Cina dove ha finto di essere sposata con Homer; nonostante la direzione dell'orfanotrofio abbia scoperto l'inganno, Selma ha avuto il permesso di tenere con sé la piccola Ling.

## Lionel Hutz
Lionel Hutz è l'avvocato a basso costo di Springfield, ciarlatano e quasi sempre disfattista. Nella versione originale la voce del personaggio è di Phil Hartman, mentre in Italia è stato doppiato principalmente da Maurizio Romano.
Fece la sua prima apparizione nella seconda stagione, più precisamente nell'episodio Bart è investito da un'auto, nel quale convince Homer a fare causa al signor Burns per un milione di dollari. Molte altre volte ha rappresentato i Simpson in cause al limite della legalità, quasi sempre con risultati disastrosi tanto che spesso è stata messa in dubbio la sua professionalità, in quanto sembra che non abbia mai frequentato alcuna università. Viste le sue scarse qualità come avvocato ha svolto anche altri lavori per pagarsi da vivere, come l'agente immobiliare.
Il suo studio legale si trova nel centro commerciale di Springfield e si chiama: "Non posso credere che sia uno studio legale". Ai suoi clienti regala scimmie giocattolo che fumano sigarette; inoltre è un alcolista, in un episodio infatti offre alle nove del mattino del whisky a Marge e Homer: essi rifiutano, e lui se ne scola un'intera bottiglia. Il suo annuncio pubblicitario recita: "Cause vinte in 30 minuti altrimenti una pizza gratis". È solito inseguire autoambulanze per procurarsi clienti. Nel corso della serie il suo ufficio si è progressivamente ridotto, passando da un grande ufficio con segretaria a un "buco" nel centro commerciale, e infine in una cabina telefonica (che verrà poi abbattuta da Homer con l'auto).
Il personaggio fu ritirato dalla serie assieme a Troy McClure dopo la morte per omicidio del loro doppiatore, Phil Hartman, nel 1998. Il ritiro del personaggio ha provocato qualche problema alla serie, dato che le cause in tribunale sono assai frequenti nei Simpson. Da allora altri avvocati, sempre differenti, sono stati usati per rappresentare la famiglia Simpson dinanzi alla legge (solitamente Gil Gunderson, il "tuttofare fallito" che esercita anche il ruolo di legale). Comunque, Lionel Hutz venne ancora mostrato in alcune scene cantate e alcune mute, per esempio nello sfondo de I Simpson - Il film.

## Lucius Sweet
Lucius Sweet è il manager del pugile Drederick Tatum.
È ispirato al reale promotore di pugilato Don King (a cui è anche ispirato fisicamente) e, infatti, nell'episodio "Homer toro scatenato" (l'unico in cui compare), viene descritto da Homer come "esattamente ricco e famoso come Don King, e gli somiglia anche!".
Sempre nello stesso episodio si scopre anche che, prima di diventare l'impresario di Drederick Tatum, è stato l'impresario di Boe Szyslak (che, prima di diventare barista, faceva il pugile).

## Luigi Risotto
Luigi Risotto è il gestore del ristorante italiano di Springfield, di origini puteolane.
Come molti dei personaggi della serie, incarna uno stereotipo: in questo caso quello dell'italiano baffuto, nasone e ignorante. Matt Groening ha affermato che il suo aspetto deriverebbe dalla caricatura di un cuoco italiano che vide disegnato su un cartone della pizza.
Luigi è gentile (anche se spesso solo in apparenza) e parla soprattutto in napoletano. Ai suoi cuochi, per esempio, quando porta cibo a Bart, dice: "C'è u' scugnizzo scarrafone che vol a' pasta". In un episodio, però, egli afferma di non sapere parlare l'italiano, ma soltanto il dialetto di Pozzuoli (in originale, diceva di non sapere né l'inglese né l'italiano, ma soltanto un fractured English, un inglese maccheronico). Sua madre, vista nella stagione 33, lavora insieme a lui nella cucina del ristorante.
Nell'episodio Goodbye, Mr. Lisa della stagione 29 afferma di compiere gli anni lo stesso giorno di Lisa, ovvero il 9 maggio.
Il suo vero nome è Lothar Folkman.
Doppiato in italiano da Enzo Avolio (st. 5-33) e da Oreste Baldini (st. 34-in corso).

## Lurleen Lumpkin
Lurleen Lumpkin è una cantante country di dubbie origini texane che Homer conosce nell'episodio della terza stagione Il colonnello Homer. Homer, rimasto colpito dalla sua musica, decide di aiutarla a diventare una star, trasformandosi nel suo manager.
Lurleen, però, si prende una cotta per Homer, causando l'invidia di Marge.
Alla fine dell'episodio Homer decide di non tradire Marge e rinuncia alla sua carriera di manager di Lurleen che, disperata, gli dedica una canzone.
Lurleen ricomparirà in un episodio della diciannovesima stagione Papà non fare scherzi, in cui chiederà ai Simpson di nasconderla dopo che Lisa ha scoperto che Lurleen evadeva le tasse.
I Simpson l'aiuteranno pure a farla riunire con suo padre, che si rivelerà un imbroglione e di averle rubato le canzoni.
Alla fine si unirà al gruppo country Dixie Chicks, che daranno pure una bella lezione al padre di Lurleen per averla ingannata, trovando un nuovo marito, tra l'altro simile a Homer. Doppiata in originale da Beverly D'Angelo e Doris Grau (nell'episodio Marge contro la monorotaia) e in italiano da Silvia Pepitoni (nell'episodio Il colonnello Homer) e Ambra Angiolini (nell'episodio Papà non fare scherzi).

## Malibu Stacy
Malibu Stacy è una bambola, simile alla Barbie.
Simbolo idealizzato della ragazza magra, slanciata e trendy, è il regalo preferito dalle ragazzine di Springfield, anche se il maggior collezionista mondiale di tali bambole è Waylon Smithers.
Come molti altri aspetti dei Simpson, anche questo è un feroce attacco alla cultura statunitense (e anche occidentale) in quanto le frasi pronunciate dalla Malibu Stacy parlante incarnano perfettamente lo stereotipo della ragazza bella, di successo e completamente oca. Quando Lisa produce una sua bambola anti-Malibu Stacy chiamata Lisa Cuor di Leone, ovvero una bambola che incarna l'ideale di ragazza colta, con personalità e raffinatezza, i dirigenti dell'azienda di Malibu rispondono producendo una bambola esattamente uguale a prima con l'aggiunta di un nuovo cappello. La corsa di tutte le bambine (e Smithers in testa) a comprare la "bambola con il cappello nuovo" invece che Lisa Cuor di Leone fa così fallire il tentativo di Lisa di introdurre il suo modello ideale di ragazza nella cultura dei giovani di Springfield.
Malibu Stacy è stata ideata su modello della sua ideatrice, Stacy Lovell, che tuttavia è sinceramente innocente della presa diseducativa che ha preso la sua creazione in quanto esclusa dalla produzione da molto tempo. Per confermarlo aiuterà Lisa a produrre la nuova bambola.

## Manjula Nahasapeemapetilon
Manjula Nahasapeemapetilon è la moglie di Apu Nahasapeemapetilon, che ha sposato tramite matrimonio combinato e da cui ha avuto 8 gemelli.
Compare per la prima volta nell'episodio Tanto Apu per niente in un ricordo di Apu in cui era ancora bambina (ma già destinata in moglie all'appena laureato Apu). In una puntata, Manjula rivela ad Apu che Pomodori verdi fritti è il suo libro, il suo film e il suo piatto preferito. Nella serie, Manjula si rivela essere la migliore, oltre che unica, amica di Marge Bouvier. Nell'episodio Apu prende una sbandata, Manjula impone ad Apu una serie di prove crudeli affinché possa ottenere il suo perdono per averla tradita. Lo sceneggiatore Richard Appel aveva avuto l'idea di fare sposare Apu, anni prima di scrivere effettivamente Le due signore Nahasapeemapetilon. Per quell'episodio furono fatti diversi tentativi per rendere il design del personaggio di Manjula affascinante nello stile dei disegni di Matt Groening. Ha avuto otto gemelli da Apu: Anoop, Gheet, Nabendu, Poonam, Pria, Sandeep, Sashi e Uma.
Nella sua prima apparizione è stata doppiata da Paola Barale. Dopo essere diventata un personaggio ricorrente, viene doppiata dalle doppiatrici professioniste Emanuela Rossi e Antonella Alessandro.
Il matrimonio di Apu e Manjula non ha attraversato solo momenti facili, complice il grande stress derivato dal gestire così tanti figli, ma i due si amano profondamente e conducono una vita, tutto sommato, serena. Apu è molto innamorato della moglie e nel corso dello show è piuttosto ricorrente osservare il contrasto tra il modo in cui lui e Homer trattano le rispettive compagne: quest'ultimo si dimentica spesso degli anniversari di Marge o comunque le rifila regali di poco conto mentre invece Apu è colmo di attenzioni per Manjula e le fa sempre regali sfarzosi.

## Martha Quimby
Martha Quimby è la moglie del sindaco Joe Quimby. È uno dei personaggi meno rilevanti dell'intera serie, e non la si sente quasi mai parlare. Il suo abbigliamento tipico è simile al noto tailleur rosa sfoggiato da Jacqueline Kennedy il giorno dell'omicidio del marito. Si sa che in passato ha lavorato presso un locale burlesque, la Maison Derrière, e proprio li ha conosciuto il marito. Martha viene frequentemente tradita dal marito, soprattutto con Miss Springfield.

## Martin Prince
Martin Prince Jr. è un compagno di classe di Bart. La sua famiglia è composta dal padre, che lavora in borsa, e dalla madre Martha.
È un bambino sovrappeso di dieci anni, gode di un'intelligenza fuori dal comune e questo è uno dei motivi per il quale non viene accettato dai suoi coetanei: egli infatti non ha amici e siede sempre solo sia in classe sia nell'autobus che lo conduce a scuola. Viene picchiato spesso dai bulli della scuola, che quasi sempre gli rubano i soldi per la merenda. Soffre di afasia, o perlomeno trova grossa difficoltà a parlare, anche se il suo lessico è molto ricercato.
Ha un fratello maggiore che frequenta le scuole superiori assieme a Shauna Chalmers.
È doppiato in originale da Russi Taylor (st. 1-31) e, dopo la morte della doppiatrice, da Grey DeLisle (st. 31 in poi), mentre in italiano da Silvia Pepitoni (st. 1-5), Ilaria Latini (st. 6-12), Deborah Ciccorelli (ep. 10x20 e st. 13) e Gilberta Crispino (ep. 12x16 e 13x12 e dalla st. 14 in poi).

## Marvin Monroe
Marvin Monroe è lo psichiatra di Springfield, che dirige il "centro di terapia per famiglie del dottor Monroe", Il personaggio appare molto spesso in trasmissioni televisive usando talvolta paroloni incomprensibili per esprimere la sua opinione. È anche consulente matrimoniale.
È molto grasso e indossa sempre una camicia bianca, una cravatta grigia, dei jeans marroni e delle scarpe scure. Porta gli occhiali, ha la barba ed è calvo. Sessantenne, ha un fratello minore di nome Mervin che fa il tatuatore allo Springfield Mall.
Le sue apparizioni sono solitamente limitate alle prime stagioni della serie: a un certo punto verrà infatti detto che egli è morto. La sua scomparsa nella serie era dovuta al fatto che doppiare il personaggio risultava affaticante per il doppiatore Harry Shearer. Tuttavia, nell'episodio della quindicesima stagione Incertezze di una casalinga arrabbiata fa improvvisamente ritorno, chiarendo di non essere affatto morto, e giustificando la sua assenza con una malattia.
È doppiato in originale da Harry Shearer, mentre in italiano da Pino Ammendola.

## Mary Bailey
Mary Bailey è la governatrice democratica dello Stato in cui si trova Springfield; negli episodi appare di rado e non si è mai vista a Springfield. Montgomery Burns in un episodio cerca di diventare governatore mettendo in giro false maldicenze su di lei.

## Mary Spuckler
Mary Sposa Maniaca di Wrestling Spuckler (nella versione originale Mary Wrestlemania Spuckler) è una ragazzina di 11 anni, una delle tante figlie di Cletus Spuckler.
Fa la sua prima apparizione nell'episodio Il manzo dell'apocalisse, dove incontra Bart Simpson al club 4-H. I due all'inizio sono amici e la ragazzina, lo aiuta a prendersi cura del suo manzo Lou. Per non fare finire l'animale al macello, Bart decide di portarlo nella fattoria dove abita Mary. Solo che, secondo le tradizioni dei bifolchi, donare un manzo a una persona significava fare una formale proposta di matrimonio. Bart comunque non si sposerà, ma riuscirà comunque a salvare Lou che verrà portato da Apu in India.
Mary ritorna nel primo episodio della ventiquattresima stagione, Il fiume delle chiacchiere, ritrovando Bart a New York. Il piccolo Simpson, dopo tante delusioni amorose, era alla ricerca di una delle sue vecchie fidanzate che ancora lo amasse veramente. Dopo una lunga ricerca si ricorda di Mary Spuckler, la ragazzina che lo aiutò con il manzo Lou, e perciò va alla fattoria di Cletus e Brandine a chiedere di lei. Solo che viene rivelato da uno dei suoi fratelli, che Mary è fuggita a New York. Bart, accompagnato dalla famiglia, decide allora di partire per cercare di capire se l'amore che c'è stato tra i due, significasse ancora qualcosa per lei. I due si riconciliano ma non possono stare insieme in quanto Mary, scappa di continuo da Cletus che arriva nella grande mela, per riportarla a Springfield. In questo episodio, Mary appare cresciuta rispetto alla prima apparizione, dimostrando di essere capace di suonare la chitarra nonostante sia cresciuta in un ambiente povero.
Nella stessa stagione, ritorna nell'episodio L'amore è una questione spinosa. Mary qui, fa ritorno a Springfield per potere stare con Bart, solo che lui è distratto dai videogiochi. La relazione però non dura e i due si lasciano.
Nella versione originale, Mary Spuckler viene doppiata dall'attrice Zooey Deschanel, in Italia da Antonella Baldini.

## Maude Flanders
Maude Flanders è stata la prima moglie di Ned Flanders. Dalla folta chioma rossa, Maude ha trent'anni e, come il marito, è fortemente cristiana. Vive seguendo alla lettera i dettami della Bibbia, stando lontana da tutto ciò che può essere considerato tentazione. È madre di due figli, Rod e Todd, vittime della troppa intransigenza dei genitori.
Nonostante non faccia nulla per essere bella, è di aspetto fisico molto attraente, tanto che Homer non ha mai nascosto di provare attrazione fisica nei suoi confronti.
Maude Flanders è stata il primo personaggio importante a morire in un episodio dei Simpson, la puntata Di nuovo solo-solino-soletto dell'undicesima stagione, cioè a scomparire definitivamente per il resto delle puntate (non succede con altre morti che vengono puntualmente "annullate" la puntata successiva).
Maude muore all'autodromo di Springfield, venendo colpita da alcune magliette promozionali, in realtà indirizzate a Homer, sparate in tribuna, perdendo l'equilibrio e cadendo di sotto. La donna scompare, lasciando il marito e i figli nella completa disperazione; Ned, infatti, cercherà sempre di vivere come se fosse ancora viva. Dopo la sua morte, Maude compare nella puntata in cui Rod salva Bart da un gorilla che lo aveva scambiato per suo figlio. In quella puntata, infatti, viene vista piangere per la gioia in Paradiso. Inoltre nella ventesima stagione compare nei flashback di Homer. Maude ricompare in un racconto di Homer per fare addormentare Maggie nell'episodio 19 della ventisettesima stagione andata in onda nel 2016 e successivamente nello special natalizio della trentaduesima stagione, andato in onda nel 2021.
Sul perché della sua morte sono nate parecchie ipotesi: alcuni affermano che Maggie Roswell, doppiatrice originale del personaggio, abbia chiesto più soldi per continuare il suo lavoro. Altri affermano che Roswell si fosse stancata di prestare la voce a un personaggio minore; infine il decesso di questo personaggio potrebbe essere stato attuato a fini pubblicitari, in un momento in cui la serie cominciava dopo anni a perdere di interesse. Il produttore Al Jean ha affermato che lo scopo era movimentare lo show e aprire nuovi scenari.
È doppiata in originale da Maggie Roswell (st. 1-10 e 14+) e da Marcia Mitzman Gaven (st. 11-14), mentre in italiano da Alessandra Grado (st. 5-8), Antonella Alessandro (st. 9+), Silvia Pepitoni (solo 4x21) e Monica Migliori (solo 17x14).

## Mindy Simmons
Mindy Simmons è una delle pochissime impiegate donne della centrale nucleare e ha avuto un ruolo di spicco praticamente solo nell'episodio L'ultima tentazione di Homer, in cui Homer crede di essersi innamorato di lei e, quando i due vanno a Capital City per partecipare a un convegno sull'energia elettrica, si trova in numerose situazioni in cui potrebbe facilmente tradire Marge. Nonostante questo, il profondo sentimento che lega Homer alla moglie lo induce a resistere alla tentazione.
Mindy infatti rappresenta quasi la donna ideale per Homer: oltre a essere bellissima, apprezza la birra e il cibo spazzatura come lui e ha anche l'abitudine di sbavare quando vede cibarie prelibate.
In un episodio successivo, durante il quale ogni membro della famiglia Simpson confessa le proprie vicende sentimentali, Homer, interrogato da una esterrefatta Marge circa la situazione corrente dei suoi rapporti con Mindy, dichiara che quest'ultima dopo averla lasciata "Si è data di brutto all'alcool e ha perso il lavoro".
Nella versione italiana dell'episodio Mindy ha avuto come doppiatrice Valeria Marini, mentre nella serie originale la voce è di Michelle Pfeiffer.

## Miss Springfield
Miss Springfield è una modella bionda comparsa in diversi episodi con la fascia di Miss Springfield; è la principale amante del Sindaco Quimby. In una puntata si vede che la ragazza dà alla luce un figlio e quando il medico dice al Sindaco di andare a trovare "sua moglie", questi fugge credendo che egli si riferisca a Martha e non alla Miss.

## Mona Simpson
Mona Penelope Jay Olsen (coniugata Simpson e conosciuta anche come mamma Simpson o nonna Simpson) è un personaggio secondario della serie animata I Simpson. Era la moglie di Abraham Simpson, madre di Homer Simpson e nonna paterna di Bart, Lisa e Maggie. Tutti gli episodi in cui appare e quelli in cui viene citata sono drammatici oppure mostrano una riflessione sentimentale da parte del figlio.
Il suo nome deriva dalla scrittrice Mona Simpson, moglie di uno degli sceneggiatori della serie, Richard Appel, che ha voluto onorarla, e sorella minore del CEO di Apple, Steve Jobs.
Abbandona il marito Abraham Simpson e il figlio Homer quando questo è ancora piccolo (costringendolo, di fatto, a vivere solo col padre, che non lo degna certo di molto affetto), per sostenere i suoi ideali e cercare di impedire una guerra batteriologica, ponendosi in prima persona anche contro C.M. Burns, il ricco magnate di Springfield. Queste azioni la costringono a una vita da fuggitiva, per timore di essere scoperta e arrestata. Mona è sempre stata una premurosa madre ed un'attenta moglie fino a quando lo spirito del Sessantotto non le entrò in testa dopo aver visto in televisione un giovane giocatore di football dai lunghi basettoni (Joe Namath).
Inizia a manifestare quasi inconsapevolmente contro il potere di Montgomery Burns e la sua fabbrica di ricerca sulla guerra batteriologica. Una notte saluta suo marito Abraham e bacia amorevolmente Homer già addormentato e penetra con i suoi compagni rivoluzionari (soprannominati poi i "sei di Springfield", un riferimento al reale gruppo di attivisti detto Chicago Seven) nella fabbrica di Burns spargendo una nuvola di antibiotico che distrugge ogni virus e batterio presente nel laboratorio. Durante la fuga, il gruppo investe in pieno Burns accorso per constatare i danni, Mona è l'unica a soccorrere il vecchio non riconoscendolo, viene identificata a sua volta ed il vecchio promette di darle la caccia finché avrà vita (verrà bloccato dal catturarla in quella circostanza per colpa del giovane commissario Winchester che gli stampa una porta in faccia).
Mona inizia la sua vita da fuggitiva, aiutata dai vari gruppi hippie del paese. Abe dirà al piccolo Homer che sua madre è morta e gli indicherà una lapide al cimitero di Springfield ogni volta che ci passeranno davanti. A causa di uno scherzo di Homer per saltare il lavoro di volontariato della centrale nucleare (6º episodio della 7ª stagione Mamma Simpson), l'uomo verrà dichiarato morto e nel tentativo di ripristinare il suo status di "vivo" Homer scoprirà che sua madre non è mai morta e che la lapide che suo padre gli continuava ad indicare era un monumento a Walt Withman.
Per una circostanza fortuita, Homer e sua madre si rincontreranno al cimitero, Mona infatti è andata lì per omaggiare suo figlio ritenuto morto ma i due si riuniranno e la famiglia Simpson incontrerà per la prima volta Mona Simpson. Durante il periodo di convivenza in casa, quest'ultima rivelerà alla fine il suo passato di fuorilegge e durante una visita alle poste di Springfield verrà identificata da Montgomery Burns che metterà gli agenti federali sulle sue tracce.
Solo per merito del commissario (grato alla Simpson per aver sconfitto l'asma che gli impediva di entrare in polizia) Mona Simpson potrà fuggire nuovamente, braccata dalla legge ma felice di aver rivisto Homer ed aver conosciuto la sua famiglia. Ritornerà dopo molti anni (2º episodio della 15ª stagione Mia madre la fuggiasca) per la nostalgia di suo figlio e di tutta la famiglia. Viene sfortunatamente catturata e sottoposta a processo ma a causa della pessima fama di Burns verrà prosciolta da tutte le accuse e tornerà libera.
Homer da quel momento rivive tutte le esperienze perse con la madre (si farà insegnare come andare in bici e mostrerà alla madre la nascita, recitata, di Bart), a causa di un cavillo burocratico (Mona firmava nei parchi nazionali con nomi inventati, e questa pratica è reato federale) Burns la farà arrestare ed incarcerare nuovamente ma Homer salverà la madre dirottando il furgone detenuti sul quale stava viaggiando. Dopo aver fatto scendere tutte le detenute, lui e Mona fuggono inseguiti dalla polizia, la donna salva il figlio dalla cattura tramortendolo e lanciandolo fuori dall'autobus, inscena quindi la sua morte facendo precipitare l'autobus da un dirupo e tutti la credono deceduta tranne Homer.
Nel 19º episodio della 19ª stagione (Mona se ne va) torna a Springfield cercando di recuperare il rapporto con il figlio (per convincerlo a fare la pace gli dice che il Governo non la cerca più), che però ha completamente perso la fiducia in lei e aspetta solo il momento di essere lasciato di nuovo. Tuttavia alla fine cerca di riconciliarsi con la madre, ma quando cerca di scusarsi, la vede morta sulla poltrona, davanti al camino, e nel video-testamento, Mona chiede che le sue ceneri vengano sparse ad una precisa ora sulla montagna di Springfield. Homer scoprirà che la sua richiesta era studiata per sabotare un missile che Burns stava lanciando dal cuore della montagna per scopi malvagi.
Mona riappare nel 16º episodio della 23ª stagione (E alla fine arriva la mamma) in sogno a Homer salvandolo, mantenendo la promessa che lei rimarrà sempre nel suo cuore.
In Su puoi salire tu, nonno della 26ª stagione si apprende che Abraham la conobbe quando era un ufficiale dell'aeronautica militare, lei lavorava come cameriera in un bar vicino alla base militare.
Riappare nell'episodio Panzcarraldo della stagione 28 in un flashback.

## Nick Riviera
Il Dr. Nicholas "Nick" Riviera è un personaggio secondario del cartone animato I Simpson.
Il Dr. Riviera, pur avendo un cognome che lo potrebbe far apparire italo-americano, è in realtà di origini ispaniche, da come si intuisce in alcune puntate (nell'episodio Tanto Apu per niente viene addirittura visto tentare l'esame per la cittadinanza statunitense), ed è diventato medico per mezzo di corsi visti su qualche squallida televisione locale o in cassetta ed è completamente incompetente in medicina. Nell'episodio Maxi Homer lascia intuire, da una frase detta a Bart, di aver studiato alla facoltà di medicina presso l'Università di Hollywood Alta dove ha condotto una vita goliardica di cui ha un flashback (che richiama il film Animal House) prima di operare Homer.
È emofobico, ma garantisce ai suoi pazienti la più totale "discrezione" (anche Lisa, infatti, tenterà di rivolgersi a lui quando quasi uccide il fratello Bart, preferendolo al più competente Dr. Julius Hibbert). Il Capitano McAllister si rivolge a lui per allungare il pene, ma il dottore incendia la clinica con una bombola d'ossigeno tenuta vicino alle fiamme, perché credeva che la dicitura "infiammabile" volesse dire che non prende fuoco e si sorprende di ciò (in inglese flammable e inflammable sono infatti sinonimi). In una puntata, Homer si fa operare alle arterie coronarie da lui, perché il Dr. Hibbert richiede 30000 $ (divenuti 40000 $ in seguito ad un secondo infarto alla notizia dell'onorario del medico), mentre il dottor Riviera 129,95$: sarà poi Lisa a guidarlo durante l'intervento, poiché il medico si rivela incapace anche dopo aver studiato un video dell'operazione.
Si recano da lui, dunque, gli abitanti di Springfield che hanno a che fare con qualche "sconveniente" ferita da passare sotto silenzio. Ogni volta che entra in scena si rivolge ai personaggi presenti esclamando "Salve a tutti, gente!", i quali a loro volta gli si rivolgono esclamando sempre, in coro, "Salve, Dr. Nick!". Tra i suoi pazienti più affezionati ha anche il signor Burns. Nella puntata Springfield Files, apprendiamo che proprio il Dr. Riviera è a capo della squadra di specialisti che settimanalmente sottopongono Burns ad una serie di interventi per allungarne la vita di una settimana, il che fa pensare che si sia specializzato in un determinato campo e si diletti in altri rami specialistici con scarsi risultati.
In una puntata dove Lisa si reca al cimitero per sconfiggere le sue paure, vede il Dr. Riviera che armeggia intorno a una tomba con le braccia di alcuni cadaveri. Quando Lisa lo chiama, il Dr. Nick si gira e, mettendosi le braccia ai fianchi, dice:
«No! Io sono il Dottor Octopus! Ti ucciderò Spider-Man e poi darò un bacio a testa in giù a Mary Jane!»
Poi se ne va portandosi via le braccia, lasciando Lisa leggermente perplessa. Nella famiglia Simpson l'unica che non ha mai usufruito dei suoi servizi è Marge, motivata dalla sua incompetenza. Si capisce infatti quando nell'episodio Bart è investito da un'auto Lionel Hutz gli dice "Questo sì che si può chiamare dottore" Riviera risponde "Stai zitto che mi metti in imbarazzo". In un'altra puntata in uno show televisivo presenta uno spremiagrumi automatico che oltre ad essere rumorosissimo produce una sola goccia di succo da una scorta di arance.
Il dottor Nick muore apparentemente ne I Simpson - Il film, trafitto da una gigantesca scheggia della cupola che copriva la città, ma gli autori avrebbero poi chiarito che si sarebbe trattato di un semplice svenimento.
(Le ultime parole di Nick Riviera)
Nonostante tutto, infatti, riappare senza nessuna spiegazione nell'episodio della ventesima stagione Lost Verizon, mentre gioca a golf insieme al Dr. Hibbert. Sempre nella ventesima stagione, Boe si rivolge a lui per diventare basso.

## Otto Disc
Otto Disc (Otto Mann in originale) è l'autista svitato del pulmino della scuola elementare di Springfield. È capellone e con delle cuffie perennemente indosso ed è amante delle belle ragazze e della musica heavy metal. Di solito relegato a un ruolo di comparsa, Otto riveste un ruolo di primo piano solo in poche puntate, una delle quali lo vede convolare a nozze con la sua fidanzata Becky. Il matrimonio salta a causa di Marge, poiché costringe Otto a scegliere tra lei e l'heavy metal. In quella stessa puntata compaiono anche i suoi genitori, che non approvano il suo stile di vita, e abbandonano la cerimonia prima che questa avvenga. Tuttavia, nel film, i due vengono visti insieme abbracciati, segno che si sono riconciliati.
Per il suo personaggio gli autori hanno preso spunto da Wallace Wolodarsky, uno dei primi autori della serie, che all'epoca era solito indossare pantaloni corti, cappello da baseball e portava capelli lunghi neri.
È doppiato in originale da Harry Shearer e in italiano da Davide Marzi (st. 1-7 e 10-12), Gerolamo Alchieri (st. 8-9), Franco Mannella (st. 13+) e Luigi Ferraro (solo ep. 8x14). Nella versione italiana viene doppiato con un accento marcatamente milanese (con esclamazioni come "Uè, terrestri!" o "Uè, funghetto!").

## Palla di Neve
Il nome Palla di Neve (Snowball) si riferisce a quattro dei cinque gatti posseduti dalla famiglia Simpson.
Palla di Neve I appariva ai tempi dei cortometraggi del The Tracey Ullman Show prendeva il nome dal suo colore candido. È morto investito dalla Chrysler del fratello del sindaco Quimby: ne accenna, tra l'altro, Marge nella lettera che scrive nella prima puntata della serie. Nell'episodio Il sassofono di Lisa in un flashback viene mostrato Palla di Neve I di colore bianco.
Palla di Neve II nonostante il nome ha il pelo nero, in memoria del precedente gatto, e indossa un collare rosso.
Nel nono episodio della quindicesima stagione (Robot-Homer), Palla di Neve II viene investito dalla Mercedes del dottor Hibbert, proprio davanti alla casa dei Simpson. Marge decide di acquistare a Lisa un nuovo micio. Entra così in casa Palla di Neve III (un gatto di color marrone), ma ha vita breve: subito prima di cena muore annegato nell'acquario del salotto. Lisa decide di comprare quindi un gatto di nome Coltrane (un gatto di color bianco). Vuol fargli sentire un brano del suo omonimo, e perciò accenna qualche nota al sax. Il gatto, spaventato dal rumore, si getta dalla finestra, ma non atterra sulle zampe e muore. Cacciata dal gattile, Lisa torna a casa e si siede sconsolata sull'uscio. All'improvviso vede avvicinarsi la Gattara, che le lancia uno dei numerosi gatti che si porta addosso. Questo micio è praticamente identico al defunto Palla di Neve II, ma Lisa, ormai priva di fiducia, non vuole prenderlo con sé. Il gatto se ne va, attraversa la strada, rischia di essere investito dall'auto di Gil Gunderson, che prontamente devia sbattendo contro un albero. Allora Lisa decide di accogliere il gatto in casa e di chiamarlo proprio Palla di Neve II per ristabilire lo status quo e fare finta che nulla sia mai accaduto.

## Patata
Patata (Kearney Zzyzwicz) è uno dei bulli della scuola elementare di Springfield, ma frequenta la prima media assieme a Secco e a Spada. È inoltre amico di Nelson Muntz visto che anche lui fa parte dei bulli della scuola. Patata ha la testa rasata a zero, è ultraripetente, e sebbene sia giovanissimo, sembra essere molto avanti con gli anni rispetto agli altri bambini, visto che dice di essere divorziato e ha pure un figlio che compare in più puntate e dorme in un cassetto di casa di Patata. Indossa una maglietta bianca sgualcita, braccialetti borchiati ai polsi, pantaloncini blu malandati e scarpe scure con bottoni bianchi. Ignorante e poco sensibile, è il miglior amico di Nelson e odia i "secchioni", in particolare Martin Prince che rappresenta la sua vittima preferita.
Insieme al suo gruppo di teppistelli si rende protagonista di numerosi gesti vandalici come per esempio lanciare cibo avariato contro la casa del direttore Seymour Skinner, che detesta. In originale è doppiato da Nancy Cartwright e in italiano da Marco Bresciani, Francesco Bulckaen, Gabriele Lopez e Sacha De Toni

## Patty e Selma Bouvier
Patricia Maleficent "Patty" e Selma Bouvier sono due gemelle, sorelle maggiori di Marge nella serie di cartoni animati I Simpson e come lei sono state doppiate da Julie Kavner e in italiano da Liù Bosisio (st. 1-21) e da Antonella Alessandro (a partire dalla stagione 22).
Figlie di Jacqueline e Clancy Bouvier, Selma è la maggiore delle due, essendo nata due minuti prima di Patty. Vivono nella cittadina di Springfield, nella quale lavorano alla Motorizzazione Civile, dove quasi mai ritirano o concedono patenti e certificati per merito, ma più spesso danno ascolto alle loro antipatie e simpatie personali (riescono quasi a costringere il candidato patentato a sottomettersi alle loro volontà e, una volta, per la disattenzione di una delle due, anche Bart riesce ad avere la patente).
Sono caratterialmente irascibili, si curano poco del loro aspetto (basti pensare alle loro gambe mai depilate e ai calli non curati) e sono delle fumatrici incallite (fatto da cui deriva la voce bassa e roca). Passerebbero giornate intere a vedere i telefilm di MacGyver. Selma ha un'iguana di nome Giuggi (Jub Jub nella versione originale) ricevuta in eredità dalla Zia Gladys e alla quale è affezionatissima.
Detestano entrambe il cognato Homer (nell'episodio Ho sposato Marge lo chiamano brutta polpetta e ciccione) e lui le detesta a sua volta tanto da chiamarle "Le Racchie Spauracchie". Lo criticano in ogni occasione possibile e addirittura arrivano a volerlo vedere morto. Nel giorno del suo "secondo" matrimonio con Marge (in quell'episodio, Homer scopre che i documenti del primo matrimonio non erano validi per il Reverendo Lovejoy), Selma e Patty arriveranno persino a rapire Homer e a rinchiuderlo in una cella. Inoltre non perdonano a Marge di averlo sposato e rimproverano a lui il fatto di avere fatto di lei una casalinga a tempo pieno, e, in alcuni episodi, anche di non riuscire a mantenere la famiglia.
Vivono quasi in simbiosi, non si staccano quasi mai l'una dall'altra, perché ormai si sono rassegnate a essere senza marito. Tuttavia, nella puntata Il vedovo nero, Selma si lascia convincere dal criminale Telespalla Bob a sposarlo, ma il matrimonio dura solo una notte, cioè fino al momento in cui Telespalla Bob tenta di uccidere Selma, che, sopravvissuta grazie all'aiuto di suo nipote Bart, torna a vivere con la sorella Patty.
Selma sposa in seconde nozze Troy McClure, attore decaduto. Il matrimonio finisce quando si scopre che lo scopo delle nozze era solo quello di rilanciare la carriera dell'attore e mettere a tacere i pettegolezzi su una bizzarria della sua vita sessuale (mai chiarita, ma riguardante i pesci). In altri episodi, Selma si sposa con Lionel Hutz, Disco Stu, Abraham Simpson e Tony Ciccione; inoltre, ha un breve flirt con Boe Szyslak. In un episodio, si innamora del direttore Skinner che le preferirà però Patty; Selma, quindi, si fidanzerà con Barney ma si lasceranno dopo poco tempo. Patty però decide di lasciare il direttore Skinner per non fare soffrire la sorella.
Tra le due Patty è la più cinica, mentre Selma è quella che soffre maggiormente della sua condizione di zitella e ha un maggiore desiderio di maternità. In un episodio, per ottenere l'adozione di una bambina cinese, Selma si finge sposata con Homer, e, anche se alla fine viene smascherato l'intrigo, a Selma viene concesso di tenere la bambina.
Patty, invece, in occasione del fatto che la città di Springfield decide di autorizzare i matrimoni gay, esce allo scoperto e confessa alla sua famiglia di essere omosessuale e di volere sposare una certa Veronica, una golfista. Alla fine il matrimonio, che avrebbe dovuto essere celebrato da Homer, non si tiene perché Marge interviene per smascherare Veronica, in realtà un uomo travestito da donna che voleva sposare sul serio Patty, ma conoscendo le sue inclinazioni sapeva che da uomo non avrebbe avuto possibilità. Ancora una volta Patty e Selma tornano a vivere insieme nel loro appartamento da zitelle.
Loro due e la sorella in una puntata rivelano di avere capelli di colori differenti: i capelli naturali di Marge sono infatti grigi, mentre quelli di Patty e Selma sono rossi e biondi. Il colore lilla è dovuto alla cenere e al fumo delle sigarette che si è depositata negli anni nei loro capelli.

## Principessa Kashmir
La principessa Kashmir, il cui vero nome è Shauna Tifton, è una danzatrice esotica di strip club. Viene introdotta nell'episodio Homer in the night, quando una sua foto con Homer mette in crisi il suo matrimonio con Marge. In seguito, la principessa Kashmir verrà mostrata in compagnia di Apu (prima del matrimonio con Manjula), con suo fratello Sanjay, con Otto Disc e con Telespalla Mel. Benché non abbia più avuto un ruolo negli episodi, è un personaggio che comunque viene mostrato molto spesso nella folla di Springfield, oltre a essere un'ospite fissa del quiz televisivo Springfield Squares.

## Professor Frink
John I.Q. Nerdelbaum Frink, Jr., conosciuto da tutti come professor Frink è lo scienziato che spesso compare con qualche strana ma efficace invenzione. Il suo nome deriva da quello del produttore e sceneggiatore della serie animata, John Frink. Nella versione originale è doppiato da Hank Azaria, mentre in quella italiana è stato doppiato da Maurizio Romano nelle prime quattro stagioni, poi da Davide Lepore dalla quinta alla dodicesima, da Maurizio Reti dalla tredicesima alla trentesima, da Mario Cordova nella trentunesima e trentaduesima, e da Oreste Baldini dalla trentatreesima.
Nel doppiaggio Azaria si è ispirato al personaggio di Julius Kelp, interpretato da Jerry Lewis nel film Le folli notti del dottor Jerryll.
Suo padre, John Frink Sr., doppiato nella sua unica apparizione proprio da Jerry Lewis, prima di morire era anch'egli un uomo di scienza. Magro, dall'età imprecisata e con due incisivi sporgenti a mo' di castoro, indossa quasi sempre un camice bianco, dei pantaloni rosa, scarpe bianco-nere e papillon blu; ha degli occhiali spessi e dei capelli castani posti solo al centro della testa: fisicamente, quindi, ricalca lo stereotipo del classico nerd. Personifica in effetti l'immagine dello scienziato come nerd "dell'altro mondo".
È anche membro di numerosi circoli scientifici, tra cui il Mensa, di cui sono soci anche il preside Skinner, l'Uomo dei fumetti, il dottor Hibbert, Lisa Simpson e Lindsey Naegle. Asserisce di avere un quoziente intellettivo pari a 196, ma esso viene successivamente calcolato come 199.
In una scena, per attirare l'attenzione dei suoi chiassosi colleghi, asserisce che "Il pi greco è uguale a 3", scusandosi in seguito per questa eresia matematica.
In suo onore, l'informatico Alan Eliasen ha creato un linguaggio di programmazione di nome Frink.
Nell'episodio 3F04, quando Homer Simpson si aggira nella terza dimensione, c'è una stringa di numeri esadecimali che fluttua nello spazio. La stringa è: 46 72 69 6E 6B 20 72 75 6C 65 73 21. Convertendo questa stringa in testo, per mezzo del codice ASCII, si può leggere Frink rules! (Frink domina!).

## Pucci
Pucci (Poochie nell'originale) è un cane surfista creato per rivitalizzare lo show di Grattachecca & Fichetto, ma che viene eliminato alla prima apparizione, anche a conseguenza degli interventi di Homer, selezionato come voce di questo nuovo personaggio. Appare nell'episodio Lo show di Grattachecca e Fichetto e Pucci e in una piccola apparizione nello speciale La paura fa novanta XI. Doppiato in originale da Dan Castellaneta e in italiano da Tonino Accolla.

## Rabbino Hyman Krustofsky
Hyman Krustofsky è il padre di Krusty il Clown, e appare per la prima volta nell'episodio Tale padre, tale clown, in cui i Simpson fanno riconciliare padre e figlio. Infatti il rabbino Krustofsky aveva disconosciuto Krusty per non avere seguito le orme del padre. L'intero episodio è una parodia del film Il cantante di jazz. Hyman Krustofsky ha un ruolo abbastanza importante anche nell'episodio Oggi sono un clown, in cui Krusty celebra il proprio bar mitzvah. In un episodio dei fumetti dedicati ai Simpson, il rabbino tenta di assassinare il dottor Hibbert e il dottor Nick, per fare in modo che Krusty non torni più a fare il clown, ma che sostituisca i due medici, siccome ha una laurea (comprata) in medicina. Muore nel primo episodio della ventiseiesima stagione Depressioni di un clown.
Doppiato in italiano da Enrico Ruggeri (solo 26x1) e Carlo Reali (st. 29)

## Ragazzo dalla voce stridula
Anche conosciuto come "adolescente brufoloso", "giovane stridulo" o "ragazzo dalla voce stridula" (in lingua originale "Squeaky voiced teen") è uno dei pochi adolescenti del cartone ed è perennemente impegnato in lavori temporanei. È apparso anche in alcune gag del divano.
Esistono varie versioni del suo vero nome: Seymour Skinner si riferisce a questo personaggio come "Jeremy" in una scena tagliata nel DVD della 5ª serie; in un episodio della 23ª stagione, il ragazzo in questione lavora in un fast food e indossa la targhetta sul petto con il nome di "Steve". Il suo cognome viene svelato nell'episodio Lisa contro Malibu Stacy quando Abraham Simpson lascia il suo lavoro al Krusty Burger; Abraham lo chiama "Sig. Peterson". In un altro episodio viene invece chiamato "Sig. Friedman" da Spada.
Ne I Simpson, ci sono diversi ragazzi dalla voce stridula, sparsi in vari paesi del mondo. Nella 7ª stagione, il ragazzo dalla voce stridula parla della cuoca Doris chiamandola "madre", lei però risponde "io non ho più un figlio".
Doppiato da Castellaneta nella versione statunitense, in quella italiana è doppiato in alcune apparizioni da Maurizio Reti, in alcuni episodi da Silvio Anselmo, da Davide Lepore e da Leonardo Graziano (15x24).

## Rachel Jordan
Rachel Jordan è una cantante di rock cristiano, che Ned Flanders conosce nell'episodio in cui muore Maude, e che ritorna in un altro episodio a Springfield dopo che la sua band (i "Biancospino") l'ha mollata. Ned è attratto da lei, ma è ancora troppo scosso dalla morte della moglie, tanto da cercare di fare somigliare Rachel a Maude. Si rivedrà a fine episodio quando dice di avere una parrucca a causa del taglio di capelli di Ned. Il finale fa anche intuire, a un certo punto, che potrebbero avere una relazione.

## Rainer Wolfcastle
Rainer Wolfcastle è un austro-americano, attore di film d'azione (anche se ha iniziato come mascotte pubblicitaria). In alcune puntate compare in TV malconcio poiché non ha lavoro e supplica i produttori dei film di assumerlo. Ha 35 anni, è alto 2,2 metri e pesa 70 kg; ha fatto tre film vietati ai minori di 14 anni. All'inizio della sua carriera ha preso parte a diversi film pornografici.
Il suo personaggio più conosciuto è McBain, un poliziotto tutto muscoli con il grilletto facile, ed è una parodia di Arnold Schwarzenegger (infatti nel film dei Simpson, il governatore Arnold Schwarzenegger ha delle somiglianze con Rainer Wolfcastle; inoltre, anche Wolfcastle milita nel Partito Repubblicano).
In un episodio, si candida dicendo di sé (con l'accento vagamente teutonico): "Votate per me, attore finito, figlio di un nazista e strafatto di stereoidi". Il pubblico l'applaude, ma quando parla della ricerca delle cellule staminali lo bersagliano di insulti e ortaggi, ponendo termine alla sua campagna elettorale. Ha una figlia di nome Greta, per cui Bart Simpson e Milhouse Van Houten avevano una cotta. La sua auto è una copia della "Hummer".
Doppiato in italiano da Edoardo Nordio, Vittorio Guerrieri, Maurizio Reti e Marco De Risi e in inglese da Harry Shearer.

## Rayshelle Peyton
Rayshelle Peyton è la nuova insegnante di Bart a partire dalla trentatreesima stagione.
Trasferitasi a Springfield insieme al marito Darryl, oboista, dopo aver lavorato in Ghana per due anni, sempre come maestra, il marito è in seguito entrato nell'orchestra sinfonica della città. Conobbe Bart casualmente in un resort dove la famiglia Simpson andò in vacanza, e lo salvò mentre questi stava annegando.
Doppiata in lingua originale da Kerry Washington e da Daniela Calò in italiano.

## Rod e Todd Flanders
Rodney "Rod" e Todd Homer Flanders sono i figli di Ned e Maude Flanders, vicini di casa dei Simpson. Secondo quanto dichiarato dal sito ufficiale dei Simpson, Rod è il fratello maggiore, mentre Todd è il fratello minore. A riprova di questa tesi c'è anche il fatto che Rod è più alto di Todd, ma in realtà l'esatta età dei due non viene mai rivelata con certezza ed esistono alcuni indizi che lasciano pensare che sia invece Todd il fratello maggiore.
Come tutta la famiglia Flanders Rod e Todd sono estremamente religiosi. Per questo, a differenza degli altri coetanei, si divertono ad andare la domenica in chiesa, a recitare le preghiere, e a giocare a giochi da tavolo ad argomento religioso. Inoltre, mentre nelle prime stagioni Rod e Todd sono studenti alla scuola elementare di Springfield, in episodi successivi vengono mostrati mentre seguono lezioni a casa. Questo li porta inevitabilmente a essere isolati dal resto dei ragazzi della loro età, e a passare la maggior parte del tempo da soli o insieme alla loro famiglia. Solo quando Ned sposa Edna i ragazzi tornano alla Scuola Elementare di Springfield, per poi abbandonarla nuovamente dopo la morte di Edna.
In più parti della serie viene suggerito che Rod e Todd siano confusi sulla loro reale identità sessuale. Per esempio in un'occasione Rod dice a suo padre di essere "geloso delle ragazze perché possono indossare le gonne". Però in un altro episodio, in cui i Flanders si trasferiscono in Pennsylvania per poi decidere di tornare a Springfield, Rod afferma che non vuole tornare perché ha una fidanzatina, mentre in una puntata ambientata nel futuro Ned ringrazia Bart per non avere rivelato che Rod e Todd sono gay (in questa puntata Rod e Todd vengono mostrati con dei baffi alla Freddie Mercury e vestiti con pantaloncini corti e aderenti, secondo lo stereotipo dei gay degli anni ottanta). Mentre in un'altra puntata, sempre ambientata nel futuro, la fidanzata di Bart esclama "Non ho avuto tutti questi problemi con Todd Flanders", in merito al fatto che Bart non volesse baciarla.
Rod è doppiato in originale da Pamela Hayden e Todd da Nancy Cartwright, mentre in italiano Rod è doppiato da Maura Cenciarelli e Todd da Gilberta Crispino.

## Roger Meyers Jr.
Roger Meyers Jr. è il direttore degli studios che producono cartone animato Grattachecca & Fichetto. Figlio dei creatori dei personaggi, Roger Meyers Sr, nell'episodio Il giorno che morì la violenza della settima stagione, si scopre che Meyers Senior non ha veramente creato il programma ma ha solo copiato l'idea da un barbone di nome Chester J. Lampwick. Quest'ultimo, dopo molti anni, con l'aiuto di Bart e Lisa fa causa agli studios e Roger Meyers Jr; Lampwick vince la causa mandando Meyers in miseria, con l'inevitabile chiusura del cartone animato. Tuttavia, Meyers riacquista la propria ricchezza e lo show di Grattachecca & Fichetto poiché fa causa alle poste. Viene rappresentato come un uomo avido, con poco rispetto verso i suoi collaboratori e dipendenti e interessato unicamente al guadagno.

## Roy Snyder
Roy Snyder è l'obeso giudice di Springfield e probabilmente è anche il presidente del tribunale locale, dato che egli appare in ogni udienza del cartone animato. È di origini ebraiche e forse afro-americane essendo di colore, anche se all'inizio della serie era bianco, cioè di carnagione gialla. Capelli neri molto corti e pizzetto folto, Snyder appare sempre con la caratteristica toga nera che nasconde la sua giacca bianca e la cravatta azzurra. In una puntata, egli delibera l'illegalità del possesso dello zucchero e degli alimenti dolci, ritenendoli le fonti della sua grassezza: alla fine dello stesso episodio, torna sui suoi passi per affermare che i dessert possono essere mangiati, seppur con responsabilità. Ha un figlio che però non appare mai nella serie in quanto è stato ucciso dall'avvocato Lionel Hutz, che lo ha investito (ripetutamente) con la macchina. Anche la moglie è stata investita, da un prete, ma non è chiaro se sia sopravvissuta o no. È leggermente maschilista, o perlomeno tende a giudicare gli uomini (soprattutto se ragazzini) in maniera più clemente: in una puntata assolve Milhouse Van Houten, sicuramente colpevole, adducendo la seguente motivazione: "In fondo, un maschio è pur sempre un maschio"; entra, di conseguenza, in polemica con il giudice donna Grazia Negata, che la pensa esattamente al contrario, ma alla fine sarà lui a prevalere. Doppiato in originale da Dan Castellaneta nella sua prima apparizione e in seguito da Harry Shearer, mentre in italiano principalmente da Mario Bombardieri e da altri doppiatori in brevi comparse.

## Russ Cargill
Russ Cargill è il comandante supremo dell'EPA e l'antagonista principale de "I Simpson: Il Film". Il suo scopo è quello di distruggere Springfield, vendicarsi della famiglia Simpson e cancellare ogni prova. Infatti, rinchiuderà gli abitanti di Springfield sotto una cupola e poi tenterà di ucciderli con una bomba, tuttavia Homer e Bart riescono a portare la bomba fuori dalla cupola che esplode con essa liberando tutti i cittadini di Springfield. Quando Russ Cargill tenta di uccidere Homer, arriva Maggie che lo stordisce con un sasso, mandando in fumo tutti i suoi piani malvagi.
Doppiato in italiano da Omero Antonutti.

## Ruth Powers
Ruth Powers è una donna con la bandana rossa, vicina di casa dei Simpson e amica di Marge Simpson. Nell'episodio Marge in fuga Ruth convince Marge a scappare dalla famiglia in una macchina anni sessanta, in una parodia del film Thelma e Louise. Nella stessa puntata si scoprirà che è divorziata.
Nel corso della serie si scoprirà non essere una persona con la fedina penale troppo pulita. Infatti, oltre a essere stata accusata del furto dell'auto del suo ex marito, è stata in prigione dopo essere stata Miss Mafia Messicana per tre anni (e durante la sua permanenza, si appassionerà al culturismo).
Ha una figlia di nome Laura, di cui Bart si era innamorato.
Nella prima puntata della stagione 36, creata come finale della serie, la si vede sposata con Ned Flanders.

## Sam e Larry
Sam e Larry sono i due uomini mostrati regolarmente alla taverna di Boe. Di loro non si sa praticamente nulla, se non che Sam ha i capelli grigi, indossa un cappello da baseball e porta gli occhiali. Larry invece è quasi completamente calvo e indossa una giacca arancione. Entrambi sono sempre ubriachi e hanno un aspetto molto depresso. Parlano molto raramente e nelle ultime stagioni le loro apparizioni si sono molto ridotte rispetto alle prime stagioni. Nel quindicesimo episodio della trentacinquesima stagione, Larry muore e tutti partecipano al suo funerale.
Sam e Larry dimostrarono in alcune occasioni di avere delle personalità molto deboli, comportandosi in modo identico rispetto a Homer, Lenny, Carl e Barney.

## Sanjay Nahasapeemapetilon
Sanjay Nahasapeemapetilon è il fratello di Apu Nahasapeemapetilon e lavora come suo aiutante al Jet Market.

## Sarah Winchester
Sarah Winchester (Kanickee da non sposata) è la moglie del commissario Winchester e la madre di Ralph. È uno dei personaggi meno rilevanti dell'intera serie, e non la si sente quasi mai parlare. Nell'episodio È nata una stella - di nuovo, il marito ricorda di averla conosciuta arrestandola. Ralph ha evidentemente ereditato il proprio aspetto da lei. Nell'episodio Lisa pseudo-universitaria, Ralph Winchester si lascia sfuggire a scuola che sua madre è un'alcolista. È protagonista assoluta nell'episodio della stagione 32 Amanti grezzi, dove si scopre il suo passato e il suo primo incontro con il futuro marito, al tempo guardia di sicurezza di una gioielleria, poi rapinata da lei e delle sue socie Bette ed Erin. Doppiata in italiano da Isabella Pasanisi.

## Scott Christian
Scott Christian (la cui voce è stata prestata nell'edizione originale da Dan Castellaneta) è un conduttore del telegiornale nelle prime stagioni della serie animata. Originariamente Scott Christian e Kent Brockman si dividevano il posto di conduttore equamente, ma con il passare del tempo Brockman cominciò a divenire il presentatore più utilizzato lasciando sempre meno spazio a questo personaggio.

## Secco Jones
Secco Jones (James Corky Jones detto Jimbo nell'originale, ma si firma Spillo) è uno dei bulli della scuola di Bart ed è vestito sempre con un berretto di lana viola sotto la quale è calvo e una maglietta raffigurante un teschio. Insieme a Patata, Spada e Nelson Muntz fa parte della banda di teppistelli più temuti della scuola. I bersagli preferiti per i loro atti di bullismo sono i "secchioni" come Martin Prince e Milhouse e i bambini meno forti come Ralph Winchester.
Frequenta la prima media nonostante abbia 16 anni, è quindi un pluriripetente. Ragazzo violento, a differenza di qualche altro teppista egli apprezza Jebediah Springfield, fondatore della città di Springfield, in quanto uccise un orso a mani nude.
Riguardo alla famiglia, suo padre viene mostrato solo una volta assieme a quelli di Spada e Patata. Nella puntata 24 minuti si sente la voce e si vede l'ombra di sua madre Carol (o Karol), molto bella e narcisista, che si è appena rifatta il seno. La madre di Secco compare direttamente nell'episodio Il consiglio professori-genitori si scioglie dove guarda una soap-opera assieme al figlio. Nell'episodio Lei di poca fede si capisce che i genitori di Secco sono separati e si dice che la madre esce con un falegname con la barba di fervente fede cristiana, e precedentemente ha frequentato l'amico di Secco, Patata. In un altro episodio, Telespalla Mel la descrive come "una nota prostituta".

## Serpente
Serpente Delinquente (Chester "Snake" Turley o Snake Jailbird), chiamato anche Serpe, Cobra o Vipera, vero nome Albert PantaloniallaZuava Aloisios Serpe, è un criminale di Springfield, che spesso si trova a scontare pene nella prigione o a rapinare il supermarket di Apu. Di corporatura muscolosa, veste sempre con una maglietta a maniche corte grigia, un paio di jeans e un gilet trasandato. Sul braccio destro ha il tatuaggio di un serpente, da cui deriva il suo soprannome; sovente inoltre porta un pacchetto di sigarette compresso tra il braccio e la manica della maglietta.
Ha un figlio coetaneo di Bart di nome Jeremy. Ha una relazione amorosa con Gloria, una poliziotta sedotta dal suo fascino rude e selvaggio. Successivamente la donna è rimasta incinta e i due si sono sposati.
È doppiato in originale da Hank Azaria, mentre in italiano da Gianni Vagliani (st. 1-2), Bruno Conti (st. 3-5), Paolo Marchese (st. 6-7), Roberto Stocchi (st. 8), Silvio Anselmo (st. 9-10), Tonino Accolla (ep 11x5), Nanni Baldini (st. 11-13), Roberto Draghetti (ep 9x8 e st. 14-31), Roberto Fidecaro (ep. 31x19 e st. 32+) e da altri doppiatori in singoli episodi.

## Seymour Skinner
Seymour Skinner è il preside della scuola elementare di Springfield, frequentata da Bart e Lisa Simpson. Il cognome Skinner è un classico nella figura del preside americano. Tale nome è ispirato a Leonard Skinner, insegnante di liceo dei musicisti Gary Rossington e Bob Burns, componenti della band Lynyrd Skynyrd che aveva reso più restrittive le regole della scuola, impedendo ai ragazzi di portare capelli lunghi. La storpiatura del nome di questo insegnante divenne infatti il nome della band Lynyrd Skynyrd. In originale viene doppiato da Harry Shearer, mentre in italiano principalmente da Stefano Mondini.
Sebbene ami mantenere l'immagine di un rigoroso educatore, è spesso volitivo e nervoso e ha una dipendenza malsana da sua madre Agnes Skinner, che vive ancora con lui e che lo tormenta costantemente. A causa di ciò, Skinner prova spesso rancore nei suoi confronti. I due sono soliti avere liti furibonde a causa di un cuscino gonfiabile da bagno. Nel primo episodio della settima stagione, Casa dolce casettina-uccia-ina-ina, Agnes teme che la contea possa portarle via il figlio per l'ennesimo litigio dovuto al cuscino, e nel ventunesimo episodio della quinta stagione, Il braccio violento della legge a Springfield, Marge, al momento in forza alla polizia della città, viene chiamata per sedare una violenta discussione in casa Skinner, sempre a causa di suddetto cuscino (che la madre del direttore ha squarciato con un coltello).
Pur provando sincera preoccupazione per la qualità dell'istruzione dei suoi studenti, la maggior parte delle azioni di Skinner ruotano attorno alla garanzia che la scuola riceva finanziamenti adeguati. I suoi costanti, disperati e solitamente inefficaci tentativi di mantenere la disciplina sono uno sforzo per ricevere buone recensioni nelle frequenti ispezioni del suo severo capo, il sovrintendente Chalmers, che non fa alcuno sforzo per nascondere la sua disapprovazione per Skinner. Queste ispezioni di solito vanno male a causa degli elaborati scherzi di Bart Simpson, che mettono in discussione l'autorità di Skinner. Nel corso degli anni però, Skinner ha sviluppato un rapporto di amore-odio con Bart; quando Skinner è stato licenziato e sostituito da Ned Flanders, Bart ha trovato i suoi scherzi meno significativi, a causa dell'approccio lassista alla disciplina di Flanders, mentre Skinner provava nostalgia per le sue continue battaglie con Bart. I due hanno legato durante questo periodo e Bart ha fatto uno sforzo per fare reintegrare Skinner nella scuola. Inoltre insieme a Homer, Apu, e il commissario Winchester (poi sostituito da Barney) fece parte del quartetto vocale noto come I Re Acuti.
Uno dei tratti distintivi di Skinner è che ha servito come sergente dei Berretti Verdi durante la guerra del Vietnam, dove è stato catturato dai Viet Cong e ha trascorso tre anni come prigioniero di guerra. Vedere il suo intero plotone divorato da un elefante è stata una delle tante cose che hanno portato allo sviluppo del suo disturbo da stress post-traumatico. È anche piuttosto amareggiato per il trattamento che lui e altri veterani del Vietnam hanno ricevuto al ritorno dalla guerra. Skinner è un combattente altamente qualificato, particolarmente abile nel corpo a corpo, e dimostra le sue abilità in diversi episodi. Skinner sembra spesso volitivo e facilmente represso, ma spesso utilizza la sua esperienza di comando militare acquisita nella guerra del Vietnam per ottenere vero rispetto e disciplina. Quando lui e gli studenti rimangono intrappolati dalla neve a scuola, li tratta come la sua squadra per controllare temporaneamente il caos, prima che si ammutino.
Nelle prime puntate era perdutamente innamorato di Edna Caprapall, maestra di Bart, tuttavia non voleva saperne di sposarsi con lei (nonostante in una puntata ci vada molto vicino). Nella puntata dove si scatena la loro attrazione, si rendono conto di non potere palesare il loro amore per evitare un conflitto d'interesse nella scuola. Tuttavia, scoperti, per dimostrare la purezza del sentimento, Skinner confessa di essere ancora "verginello" all'età di 44 anni. Tuttavia alla fine della puntata tale affermazione sembra venire smentita quando Skinner e la Caprapall si chiudono nello sgabuzzino mentre si baciano. Dopo molto tempo Skinner chiede a Edna di sposarlo, e lei accetta la proposta, ma il giorno del matrimonio Edna lo lascia sull'altare capendo che Skinner non sarà mai pronto a concedersi completamente a lei. Nonostante tutto l'uomo continua a perseverare in un loro possibile ritorno di fiamma, anche se alla fine Edna sposa Ned Flanders, per poi morire poco dopo. In precedenza Skinner aveva avuto un breve flirt con Patty Bouvier, con quest'ultima che tuttavia aveva dovuto rifiutare il suo amore, seppur ricambiato, per via del forte legame con la sorella gemella.
Una gag ricorrente della serie è che Skinner si intromette sempre nelle conversazioni, infatti, quando le persone discutono, lui passa in maniera disinvolta pronunciando una frase inerente al discorso per poi andarsene subito dopo.
Nel controverso episodio Il direttore e il povero (4F23), contrariamente a quanto narrato in precedenza, si scopre che in realtà il Seymour Skinner che si conosce nella serie è un impostore di nome Armin Tamzarian, che durante la guerra del Vietnam prese i documenti del vero Seymour Skinner, presunto morto in battaglia. Spinto dal dovere, tornò a Springfield per comunicare alla madre la terribile notizia, ma non ce la fece a deluderla e si spacciò egli stesso per il figlio; nella puntata fa la sua apparizione il vero Seymour Skinner intenzionato a riprendere il suo posto, ma, dopo una specie di processo, la cittadinanza e la madre di Skinner decidono di tenersi l'impostore, rifiutando il vero Seymour, troppo deciso rispetto al vecchio. La puntata fu accolta negativamente da critici e fan, così come dal creatore della serie Matt Groening e dal doppiatore di Skinner Harry Shearer. I futuri episodi della serie hanno completamente ignorato o smentito tali avvenimenti. Per esempio, nella puntata "Un incontro con il curling" viene mostrato chiaramente che lo Skinner della serie è il vero figlio biologico di Agnes, e nell'episodio "Nonno, mi senti?" lo si vede da adolescente vivere già con Agnes prima di andare al college. Tuttavia, nella stagione 36, nel primo episodio, il sergente Skinner ritorna, riconciliandosi con la madre e tornando a vivere con lei, mentre lui si trasferisce a Sacramento con Willie, chiudendo la suola elementare della città.

## Shauna Chalmers
Shauna è una ragazza, fidanzata del bullo Secco Jones. Appare in pochi episodi e ha un ruolo molto importante nell'episodio Attento mio Bart ingannatore, in cui è inizialmente la fidanzata di Secco Jones, ma poi lo tradisce con Bart. Non si sa molto di Shauna e nelle sue comparse spesso appare insieme ai bulli Spada, Secco e Patata. Nell'episodio Cosa aspettarsi quando Bart aspetta, si scopre che Shauna è la figlia del Sovrintendente Chalmers.
Doppiata in originale da Tress MacNeille e in italiano da Stella Musy e da Laura Romano (st.33).

## Sherri e Terri
Sherri e Terri sono due bambine gemelle dai capelli viola. Frequentano la quarta elementare della scuola di Springfield e sono compagne di classe di Bart, spesso, si coalizzano per fargli alcuni scherzi. Il padre lavora alla centrale nucleare di Springfield ed è uno dei supervisori. Hanno dieci anni.
Identiche sotto ogni aspetto, compreso il vestiario, risultano essere talvolta sciocche, nonostante i buoni voti scolastici. In un episodio, Homer afferma davanti a tutta la classe di Bart che il figlio è innamorato di una delle due gemelle, suscitando l'ilarità generale. Sherri e Terri fanno tutto insieme: oltre a parlare spesso all'unisono o ridacchiare tra loro, partecipano a campus appositi per gemelle e sono solite parlare tra loro con un alfabeto segreto per gemelle. Sono la parodia delle gemelline del film Shining di Stanley Kubrick.
In una puntata ambientata nel futuro daranno alla luce due gemelli ciascuna, tutti e quattro figli di Nelson Muntz che, seguendo l'esempio del padre, fuggirà dalla città con la scusa di andare a comprare le sigarette.
Se si viene a dividere una gemella dall'altra, invecchiano precocemente e rapidamente.
Nell'episodio Barthood della stagione 27 si scopre che Bart, all'età di 15 anni, è fidanzato con Terri. Anche Sherri è interessata a lui, tanto che decide di approfittare della sua estrema somiglianza con la sorella per baciarlo durante una festa, esclamando che bacia esattamente come aveva detto Terri.
Doppiate in originale da Russi Taylor e Grey DeLisle, mentre in italiano da Laura Latini (st.1-22) e da Gilberta Crispino (st.23+).

## Smilzo e Louie
Smilzo (Legs) e Louie sono i due scagnozzi che affiancano sempre Tony Ciccione.
Max Legman, detto "Smilzo" (nell'episodio Trilogia di una giornata viene chiamato "Spilungone"), ha i capelli lunghi e castani, mentre Louis "Louie" Walters li ha ricci e neri.
Dan Castellaneta, che è il doppiatore di Louie nella versione originale della serie, ha affermato che ha modellato la sua voce ispirandosi all'attore italoamericano Joe Pesci, mentre secondo l'attore Frank Sivero Louie è basato su Frank Carbone, il personaggio che egli ha interpretato nel film Quei bravi ragazzi (ragione per cui fece causa alla Fox).

## Sovrintendente Gary Chalmers
Il Sovrintendente Gary Chalmers fa la sua prima apparizione nell'episodio La festa delle mazzate. È un uomo stempiato e quasi calvo, veste sempre con giacca blu, camicia bianca e cravatta rossa. Ha frequentato la Ball State University. Nell'episodio La conquista del test, Skinner accenna al fatto che Chalmers ha una figlia di nome Shauna. In Il buio oltre casa Simpson si apprende che Chalmers e sua figlia sono di fede ebraica. Chalmers frequenta la madre di Skinner, Agnes.
Chalmers è un uomo rigoroso e assolutamente privo di senso dell'umorismo, con un temperamento forte e una bassa tolleranza per il chiasso e la trasgressività. È specializzato nel mettere un'ansia estrema al direttore Seymour Skinner che chiama urlando il suo cognome con fare innervosito e perentorio prima di chiedere spiegazioni. Tuttavia la reale competenza di Chalmers e la sua dedizione al lavoro sono piuttosto discutibili. Nonostante l'apparente astio provato verso il preside Skinner, talvolta dimostra il suo apprezzamento per quest'ultimo, arrivando più volte a complimentarsi per i suoi lavori (arrivando spesso a ricredersi dopo eventi inevitabilmente tragici).
È doppiato in originale da Hank Azaria, mentre in italiano da Stefano De Sando (st. 4), Angelo Nicotra (st. 5-7), Domenico Maugeri (8-14), Gerolamo Alchieri (ep. 8x19), Roberto Draghetti (st. 15 e st. 17-31), Nicola Braile (st. 16 ed ep. 17x19 e 18x5), Stefano Alessandroni (st. 32-oggi).

## Spada
Spada Shapiro (Dolph Starbeam in originale) è uno dei bulli della scuola di Bart ed è vestito sempre con una maglietta verde sgualcita, pantaloncini neri altrettanto malandati e scarpe grigie e bianche. Ha 14 anni ed è di origini ebraiche. Insieme agli altri teppisti della Scuola elementare di Springfield, semina il panico, prendendosela principalmente con bambini come Ralph Winchester, Milhouse Van Houten, Martin Prince e altri. Nell’episodio Mypod d’ottone e manicotti di dinamite, prende di mira Bashir, il nuovo amico musulmano di Bart, perché lo ritiene diverso, ma sarà proprio il giovane Simpson a fargli capire che anche lui stesso appartiene a un’altra religione, ma per questo lui non era mai stato giudicato. In diverse occasioni entra in conflitto con altri bulli, in particolare con Patata, quando fa affermazioni “da sfigato”. Appare per la prima volta in La testa parlante. In originale è doppiato da Tress MacNeille e Pamela Hayden, mentre in italiano da Davide Lepore (stagioni 1-7), Francesco Pezzulli (stagioni 8-12), ?(stagioni 13-16), Paolo Vivio (st.17) e da Davide Perino (st. 18+)

## Spider Pork
Spider Pork (nell'edizione originale Spider Pig) è un maiale apparso per la prima volta in I Simpson - Il film. Homer Simpson lo trova in un Krusty Burger, durante la produzione di una pubblicità di un nuovo hamburger, e decide di portarlo a casa, salvandolo dall'uccisione ordinata da Krusty il Clown.
L'affetto dimostrato da Homer per il maiale e il feeling tra i due provocano molta invidia in Bart, che si sente trascurato dal padre.
La scena in cui Homer fa camminare il suino sul soffitto di casa, parodia del personaggio di Spider-Man (da cui il nome Spider Pork), con tanto di canzone simile al tema musicale del cartone animato e del secondo film dedicato al supereroe, dopo la diffusione del film è divenuta un tormentone su internet: decine di emuli hanno condiviso sui portali di video sharing la propria rivisitazione della scena, con animali domestici veri o con pupazzi di peluche.
In una scena successiva del film Homer mette al maiale degli occhiali simili a quelli di Harry Potter, gli fa una finta cicatrice e lo chiama Harry Porker (nell'edizione originale Harry Plopper) con riferimento alla velocità con cui ha riempito il silo di liquame.
Spider Pork, inoltre, è stato inserito altre volte all'interno della serie televisiva de I Simpson:
- Nel primo episodio della 19ª stagione, quando i protagonisti si recano in sala, sul divano trovano il maiale di Homer e in sottofondo si sente la canzone Spider-Man Theme Song;[69]
- È inserito in un cameo nello special di Halloween La paura fa novanta XVIII, dove piomba sulla testa di Homer, gettato da Bart.
- È presente nell'ultimo episodio della diciannovesima stagione, durante la premiazione di Lisa.
- Compare nella nuova sigla, usata dalla ventesima stagione, mentre viene osservato da Cletus e Brandine Spuckler.
- Fa anche una piccola apparizione nella puntata Un bel sogno di mezza estate, all'interno di un sogno di Homer.
- Compare nell'episodio Le vere casalinghe di Tony Ciccione come animale domestico e aiutante di Luigi Risotto.
- Nell'episodio Senza fumo della ventisettesima stagione Spider Pork compare al fianco di Maggie e altri animali.
- È inoltre protagonista dell'episodio Un maiale per amico della stagione 28.

## Il ricco texano
Il ricco texano (in originale Rich Texan) è un personaggio ricorrente, che si vede spesso a Springfield; è lo stereotipo dell'abitante del Texas, armato di pistole con cui spara sempre in aria, cappello e vestito da cowboy; ha una figlia identica a Paris Hilton (cane compreso), chiamata, appunto, Paris Texan, che compare in un episodio della diciottesima serie. Un altro suo parente stretto è un nipote omosessuale del quale non rivela il nome, che viene menzionato in un unico episodio della sedicesima stagione, puntata in cui dichiara di essere costretto a "volergli bene lo stesso", seppur in cuor suo egli non approvi minimamente questa situazione (il tutto è una parodia della presunta chiusura mentale degli abitanti del sud degli Stati Uniti).
In una puntata, dichiara a Burns di essere ossessivo-compulsivo.
In un'altra puntata rivela a Homer di essere del Connecticut.
Nella versione originale è doppiato da Dan Castellaneta e in quella italiana, da Silvio Anselmo.

## Telespalla Mel
Melvin Van Horne, meglio conosciuto come Telespalla Mel, è la spalla di Krusty il Clown: il suo compito è subire gli scherzi del pagliaccio e seguirlo in tutte le sue azioni. Possiede una capigliatura eccentrica di colore verde acqua, abbastanza alta e disordinata (come quella di Telespalla Bob) con un osso infilato nel mezzo. Ha una ex-moglie e un figlio, entrambi con i capelli verdi.
Nel ruolo di spalla televisiva è spesso frustrato, perché Krusty, per niente interessato alla sua integrità fisica e mentale, si diverte a sfruttarlo, svilirlo, prenderlo in giro e fargliene passare di tutti i colori. Telespalla Mel è stato preceduto nel suo lavoro a fianco di Krusty da Telespalla Bob. Nonostante il suo ruolo e l'aspetto stravagante Telespalla Mel dimostra spesso di essere una persona colta ed eloquente. Spesso assume atteggiamenti da capopopolo e una scena ricorrente della serie vede questi palesarsi durante le riunioni cittadine dove, grazie a un'ottima padronanza del linguaggio e un insospettabile carisma, riesce a influenzare le scelte degli abitanti di Springfield.
È doppiato in originale da Dan Castellaneta, mentre in italiano da Pino Ammendola (st. 1-4), Gerolamo Alchieri (st. 5), Mauro Gravina (st. 6-7), Stefano Mondini (st. 8-12), Domenico Maugeri (st. 13-14) e Oreste Baldini (st. 15+).

## Tuttofare
Il tuttofare (Wiseguy) è un personaggio ricorrente della serie mostrato principalmente nei ruoli di operaio, commesso o venditore. È quasi completamente calvo e sfoggia un paio di baffi grigi. Nell'episodio Il giorno dello sciacallino, Telespalla Bob si rivolge a lui chiamandolo Raphael. Lavorava in un negozio di armi, prima di essere rimpiazzato da Herman.
Doppiato in italiano da Roberto Fidecaro.

## Uomo ape
L'Uomo ape (il cui vero nome è Pedro) è un comico travestito da bombo, protagonista di uno show televisivo sul canale in lingua spagnola di Springfield, Canal Ocho.
La sua è una comicità fisica, basata su situazioni paradossali e, anche se spesso appaiono infantili e scontate, divertono molto i telespettatori, in particolare Homer e addirittura Montgomery Burns.
In un episodio cerca con ogni stratagemma di mangiare una pannocchia, anche se gli duole un dente, accogliendo il fallimento al grido di "Dios no me ama!". Altre sue frasi-tormentone sono "Ay, ay, ay, no me gusta!" ed "Ay, ay, ay, no es bueno!", entrambe pronunciate in situazioni poco piacevoli: è infatti sua consuetudine recitare in inglese ma pronunciare le battute più importanti in spagnolo.
L'Uomo ape si chiama in realtà Pedro, è grasso e scuro di carnagione e quando è in scena veste sempre con il costume da ape, ali comprese. Ha preso parte al festival cinematografico di Springfield presentando un cortometraggio della vita del signor Burns.
Nei fumetti della Bongo Comics egli è un uomo molto colto (cita spesso Shakespeare, il suo autore preferito) e proviene dal Belgio, anche se Matt Groening ha detto spesso che ciò che accade nei fumetti non deve essere considerato rilevante nello stilare la "biografia dei personaggi".
Nell'episodio 22 cortometraggi su Springfield, si scopre che era sposato, ma sua moglie ha divorziato da lui dopo che la sua goffaggine ha causato la distruzione della loro splendida villa in stile messicano.
L'Uomo ape si basa su un personaggio della TV messicana, famoso in tutta l'America Latina, noto come "El Chapulìn Colorado", inventato dal comico Roberto Gomez Bolaños e interpretato dal doppiatore Hank Azaria (dalla prima alla trentunesima stagione) e da Eric Lopez, in seguito alla decisione di non fare più doppiare personaggi di colore da attori bianchi.
Doppiato in italiano da Danilo De Girolamo (doppiatore saltuario) e da Pino Ammendola (voce principale)

## Uomo dei fumetti
Jeffery "Jeff" Albertson, meglio conosciuto come Uomo dei fumetti (Comic Book Guy).
Ispirato al commesso di una libreria di Los Angeles, Matt Groening ha osservato che spesso le persone si sono rivolte a lui dicendogli che sapevano a chi si era ispirato pensando a qualcuno in particolare, ma in realtà per l'autore è «ogni gestore di negozio di fumetti in America».
(L'uomo dei fumetti nel dodicesimo episodio della dodicesima stagione)
Jeff è il proprietario del negozio di fumetti di Springfield chiamato "Il Sotterraneo dell'Androide e Negozio delle Figurine da Baseball" (The Android's Dungeon & Baseball Card Shop). È noto anche per essere l'uomo più grasso di Springfield ma nell'episodio Maxi Homer Homer gli rubò il titolo il giorno in cui ingrassò volontariamente per lavorare da casa facendo felice Jeff soddisfatto finalmente di essere più magro di qualcuno. È un uomo irriverente e sarcastico e deride chiunque facendo associazioni con i suoi eroi dei fumetti. È laureato in ingegneria chimica e come parte della sua tesi ha tradotto l'intero Signore degli Anelli in Klingon. Il suo slogan è "Il peggior... mai visto", spesso detto con pause tra una parola e l'altra o enfatizzando la fine della frase.
In più di una puntata viene mostrato come l'Uomo Fumetto non ama affatto i bambini, anzi li detesta e li tratta male sfogando su di loro tutte le sue insicurezze. Nonostante ami fare il gradasso con i clienti, è piuttosto sfortunato e sembra non avere amici (eccetto Homer e forse Barney dal momento che i due si vedono spesso assieme sullo sfondo). Inoltre afferma di vivere ancora con i genitori rappresentando dunque lo stereotipo del nerd. Appassionato di fantascienza, ha un adesivo sulla sua macchina "L'altra mia macchina è il Millennium Falcon", citazione di Guerre stellari, che dice essergli stato regalato da Harrison Ford. La targa è NCC-1701, il numero dell'USS Enterprise di Star Trek. Possiede tutti i bootleg dei Clash e possiede una foto di Sean Connery firmata da Roger Moore e una T-shirt che recita: "C:\DOS C:\DOS\RUN RUN\DOS\RUN", indossata a una riunione del capitolo di Springfield del Mensa.
Il retrobottega del suo negozio è pieno di videocassette piratate. Possiede una cintura di Star Trek vinta alla Star Trek Convention ma non l'ha mai indossata perché è di taglia media. Ha avuto una relazione con Agnes Skinner; in seguito con Edna Caprapall.
Con il suo QI di 170 è uno degli uomini più intelligenti di Springfield ed è quindi membro del Mensa, insieme a Seymour Skinner, al dottor Hibbert, a Lisa Simpson, al Professor Frink e Lindsey Naegle.
Nel decimo episodio della venticinquesima stagione si fidanza con una fumettista di manga giapponese di nome Kumiko Nakamura, e a fine episodio si sposano nella bottega dei fumetti e il celebrante è Stan Lee. Da quando è sposato con Kumiko ha leggermente migliorato il suo carattere senza però perdere il suo sarcasmo.
Nell'undicesimo episodio della trentaduesima stagione, Kumiko chiede a Jeff di fare un bambino insieme a lei, ma questi rifiuta non sentendosi pronto. Nello stesso episodio, si scoprono le sue origini: Jeff nasce da una famiglia di collezionisti compulsivi che non gli prestavano molta attenzione, in particolare suo padre, l'Uomo dei Francobolli (Postage Stamp Fellow in originale), filatelico maniacale, che rinunciò a vedere la prima partita di baseball del figlio. I compagni di squadra lo gettarono in un cassetto dell'immondizia pieno di fumetti, e da quel giorno assunse il nome di Uomo Fumetto. Anni dopo, i due si riconciliano, e il padre gli regala la palla autografata del suo idolo, il giocatore professionista Sandy Koufax. Al termine della puntata, i due finalmente sono pronti a divenire genitori in futuro.

## Uomo Radioattivo
L'Uomo Radioattivo (Radioactive Man) è un supereroe dei fumetti creato negli anni cinquanta, ironicamente ispirato agli eroi dei fumetti Marvel e DC e idolo di tutti i bambini di Springfield. Come molti supereroi tradizionali, anche l'Uomo Radioattivo ha una spalla, il Ragazzo Ionico (Fallout Boy). Se l'Uomo Radioattivo può essere visto per certi versi anche come una parodia di Superman, il comportamento del Ragazzo Ionico è decisamente ispirato a quello di Robin, la spalla di Batman.
Nella finzione della serie animata, il fumetto dell'Uomo Radioattivo è stato creato nel 1952. Questo fumetto racconta le avventure del milionario Claude Kane III, accidentalmente esposto a un'esplosione atomica alla quale non solo è sopravvissuto, ma deve anche i suoi fantastici poteri che comprendono super-forza, super-resistenza, la capacità di volare e emettere raggi di energia dagli occhi. Scopo della sua nuova vita da supereroe è proteggere la città di Zenith da un nutrito gruppo di supercattivi, tra cui spicca lo scienziato pazzo Dr. Pinza (Dr. Crab), un ibrido umano-granchio comunista (ovvio riferimento alla paranoia sul "pericolo rosso" tipica del periodo storico in cui il fumetto è ambientato).
Nell'episodio L'Uomo Radioattivo, alcuni produttori hollywoodiani vogliono fare un film basato sul fumetto, e scritturano Rainer Wolfcastle per interpretare l'Uomo Radioattivo e Milhouse Van Houten per la parte di Ragazzo Ionico.
Inoltre, negli anni 90, è stata fatta una serie spin-off a fumetti ispirata alle sue storie.

## Üter Zörker
Üter Zörker è un alunno tedesco che si trova nella scuola elementare di Springfield grazie a uno scambio culturale. Porta in forma di caricatura tutti i tratti del tipico tedesco generato dai luoghi comuni, con Lederhosen color quadrifoglio, capelli biondi e una corporatura grassoccia e rotondetta. Viene riconosciuto come il "botolo lardoso" dai bulli della scuola. Il suo nome in italiano vorrebbe dire "spazzatura".
Diventa ogni tanto protagonista di alcune scene in modo involontario, come quando viene inseguito da Homer che, per qualche strana ragione, è attratto dalle sue orecchie; nell'episodio Lisa sul ghiaccio, lo stesso Homer lo insegue nello spogliatoio della palestra della scuola prendendolo in giro per le sue "tettine"; nella puntata La paura fa novanta V, il preside Skinner e tutti gli insegnanti decidono di mangiarlo, trasformandolo in salsicce e hamburger e riproducendo nella mensa scolastica uno scenario da Oktoberfest. In un altro episodio, Üter perderà l'autobus del ritorno dopo una gita. In Indovina chi viene a criticare, si vedono i genitori di Üter, che parlano con Seymour Skinner e vogliono sapere che fine ha fatto il loro figlio.
Nell'episodio 24 Minuti lo si può vedere apparentemente morto attaccato a una ragnatela nei condotti di ventilazione della scuola.
In un episodio Üter fa intendere di essere innamorato della compagna Janey.

## Il vecchio ebreo
Il vecchio ebreo è un anziano dalla pelle gialla pallida, con solo due denti, i capelli grigi e con indosso una maglietta rossa. È amico di nonno Simpson e di Jasper, e abitano insieme alla casa di riposo di Springfield.
In un episodio, paga Bart e Lisa per risotterrare il finale alternativo di Casablanca e di La vita è meravigliosa. In un episodio viene mostrato mentre canta una strana canzone per strada in mutande: "Quella cavalla lì, non è la stessa più, non è la stessa più", diventata un tormentone su Internet.
Di lui si sa inoltre che aveva un fratello di nome Irving, una moglie di nome Hazel, un figlio, e uno zio di nome Bill, che morì in un incidente causato da lui.

## Wendell Borton
Wendell Borton frequenta la quarta elementare della scuola di Springfield, nella stessa classe di Bart. Ha 10 anni.
È palesemente albino e appare sempre malaticcio (lo si può vedere spesso soffrire di conati di vomito durante i viaggi scolastici); come se non bastasse è una delle vittime predilette di Nelson e degli altri bulli della scuola. Nell'ultima parte del quinto speciale di Halloween (Mensa da incubo) viene mandato in punizione solo perché gli è caduta una matita.

## Zampone
Zampone (Stampy) è un elefante africano apparso nell'episodio Bart vince un elefante. Appare sempre molto annoiato e cerca sempre di mangiarsi Bart; la famiglia non riesce più a mantenerlo perché il cibo che consuma ogni giorno è troppo e cerca di venderlo a un commerciante d'avorio, ma viene salvato da Bart che lo porta nella "Riserva naturale di Springfield".
Si scopre inoltre che Zampone è un elefante molto stupido. Infatti, alla fine dell'episodio, lo si può vedere mentre prende a testate gli altri elefanti presenti nella riserva.
Viene menzionato nell'episodio Le due signore Nahasapeemapetilon, nel quale, vedendo un elefante durante il matrimonio di Apu, Bart dichiara che gli piacerebbe molto averne uno, e Lisa gli ricorda di avere posseduto in passato un elefante al quale voleva molto bene.